# アイスランド

アイスランド
Ísland

国の標語：なし
国歌：Lofsöngur（アイスランド語）
賛美歌

アイスランド（アイスランド語: Ísland [ˈiːstlant] ( 音声ファイル) イーストラント）は、北ヨーロッパの北大西洋上に位置する共和制国家。首都はレイキャヴィーク。総人口は38万7758人。グリーンランドの南東方、ブリテン諸島やデンマークの自治領であるフェロー諸島の北西に位置する。
アイスランド島を主な領土とする島国で、イギリスとのタラ戦争の舞台にもなった漁業基地であるヴェストマン諸島、北極圏上にあるグリムセイ島などの周辺の島嶼（とうしょ）も領有する。高緯度にあるためメルカトル図法の地図では広大な島のように描かれるが、実際の面積は10万2828平方キロメートルと、フィリピンのルソン島（10万4688平方キロメートル）や、韓国（10万210平方キロメートル）とほぼ同じである。グレートブリテン島（約22万平方キロメートル）の約半分、または日本の北海道と四国を合わせた程度の面積である。

## 概要
アイスランドは、北ヨーロッパにおいて入植者の歴史が古い国の一つである。古文書『ランドナーマボーク』によると、アイスランドへの入植は西暦874年にノルウェーの族長インゴルフル・アルナルソンが最初期の島への定住者となったときに始まったとされている。その後何世紀にも亘って、ノルウェー人を筆頭に他のスカンジナビア人が、ゲール系の奴隷（または農奴）を連れてアイスランド地域へ移住して来た。
この島は、現存する世界最古の立法議会の一つである現地議会アルシングの下で独立連邦として統治されていたが、内戦時代を経て、同国は13世紀にノルウェーの統治下に加わり、1397年のカルマル同盟の締結により、ノルウェー、デンマーク、スウェーデンの各王国が統一されることとなった。それによりアイスランドはノルウェーの連合への統合に従い、1523年にスウェーデンが連合から離脱した後、デンマークの統治下に置かれた。デンマーク王国は1550年にアイスランドにルター派を強制的に導入した。
フランス革命後のナショナリズムの影響を受け、アイスランドの独立闘争は具体化し、1918年のデンマーク・アイスランド連合法で最高潮に達し、個人間での連合を通じて現職のデンマーク君主を共有するアイスランド王国が設立された。第二次世界大戦中のデンマーク占領中、アイスランドは1944年に圧倒的多数で共和制を支持し、デンマークとの連合関係に終止符を打った。アルシングは1799年から1845年まで中断されたが、それでも同国は世界で最も長く続いている議会の1つを維持する主張を保持している。
アイスランドは国土の大部分が西経15度よりも西にあるにもかかわらず、グリニッジ標準時を使っている。沿岸には多数のフィヨルドがある。火山性の土壌で大地は肥沃とは言えない。また、アイスランドの森林はかつて乱伐が行われたことも手伝って、現在の森林面積は国土の0.3パーセントしかない。国土を構成する島はプレート間の亀裂部分に位置しており、間欠泉や頻繁な火山噴火などの地質活動が確認されている 。内陸部は砂原と溶岩原、山地、氷河を特徴とする火山高原で構成されており、多くの氷河流が低地を通って海に流れ込んでいる。傍ら北極圏のすぐ南に位置する緯度にもかかわらず、メキシコ湾流によって暖められ、温暖な気候に属している。その高緯度と海洋の影響により夏は寒く、島々のほとんどは極地気候に属する。多くの火山が存在し、温泉も存在するほか、豊富な地熱を発電などに利用している。一方で、噴火による災害も多い（アイスランドの火山活動も参照）。たとえば、2010年にはエイヤフィヤトラヨークトル氷河の火山が噴火し、欧州を中心に世界中で航空機の運用に大きな影響を与えた。ただし、「自然災害」のほか「紛争・戦乱」「治安など個人の安全」の3つのリスクで128カ国を比較した「世界で最も安全な国ランキング」（『グローバルファイナンス』誌）では、2019年が第1位、2018年が第2位だった。
アイスランドの文化はスカンジナビアの伝統に基づいており、アイスランド人のほとんどは北欧人とゲール人の入植者の子孫である。北ゲルマン語のアイスランド語は古西ノルド語からの系統の語群であり、フェロー語と密接に関係している。文化遺産には、伝統的なアイスランド料理、アイスランド文学、中世時代の物語などがある。
アイスランドは金融立国であり、2007年時の人間開発指数によると世界で最も発展した国であったが、2008年から2011年にかけて経済危機が発生、国家経済が金融に強く依存していたために2008年の世界金融危機の影響を強く受けて2008年10月に債務不履行となった。その後、自国通貨アイスランド・クローナも暴落したが、これが漁業やアルミニウム工業などの輸出産業にとっては有利に働いたため、かえって景気が回復することになった。それによって経済成長率は2012年度には1.5パーセント、2013年度には3.3パーセントを達成した。また、経済危機の直後には8パーセントを超えていた失業率も、2015年では4パーセント台で推移している。さらに来島する旅行者が急増して観光業が成長しているほか、IT分野などのベンチャー企業の育成・誘致にも力を入れている。2016年の経済成長率は7.2パーセントに達した。アイスランドは元々20世紀まで、主に漁業と農業に依存して生計を立てていた。第二次世界大戦後、漁業の工業化とマーシャル・プランによる援助が繁栄をもたらし、アイスランドは世界で最も裕福な先進国の一つとなった。1994年に欧州経済領域の一部となったことにより、経済は金融、バイオテクノロジー、製造などの分野でさらに多様化して来た。
他の経済協力開発機構（OECD）諸国と比べて税金が比較的低い市場経済を持っており、また世界で最も労働組合の加入率が高い。国民に国民皆保険と高等教育を提供する北欧の社会福祉制度を維持している 。アイスランドは、生活の質、教育、市民的自由の保護、政府の透明性、経済的自由などの国家パフォーマンスの国際比較で上位にランクされている。なお、アイスランドは国際連合（UN）、欧州自由貿易連合（EFTA）、北大西洋条約機構（NATO）、欧州経済領域（EEA）の加盟国である。
アイスランドはNATO加盟国の中で最も人口が少なく、常備軍を持たない唯一の国であり、軽武装の沿岸警備隊のみを保有している。
個別分野の記事に関しては、アイスランド関係記事の一覧を参照。

## 国名
正式名称はアイスランド語: Ísland[ˈiːstlant] ( 音声ファイル)（イーストラント）。非公式にLýðveldið Ísland [ˈliðˌvɛltɪð ˈistlant]（イーストラント共和国）を用いることもある。日本の外務省による日本語名称は英語: Iceland（アイスランド）に基づくアイスランド。漢字表記は、氷島、氷州、氷洲、愛撒倫などである。「氷の国」の意味の国名はヴァイキングのフローキ・ビリガルズソンが沿海に流氷が浮かんでいるのを見て名付けたと言われている。

## 歴史

### 植民と自然への影響

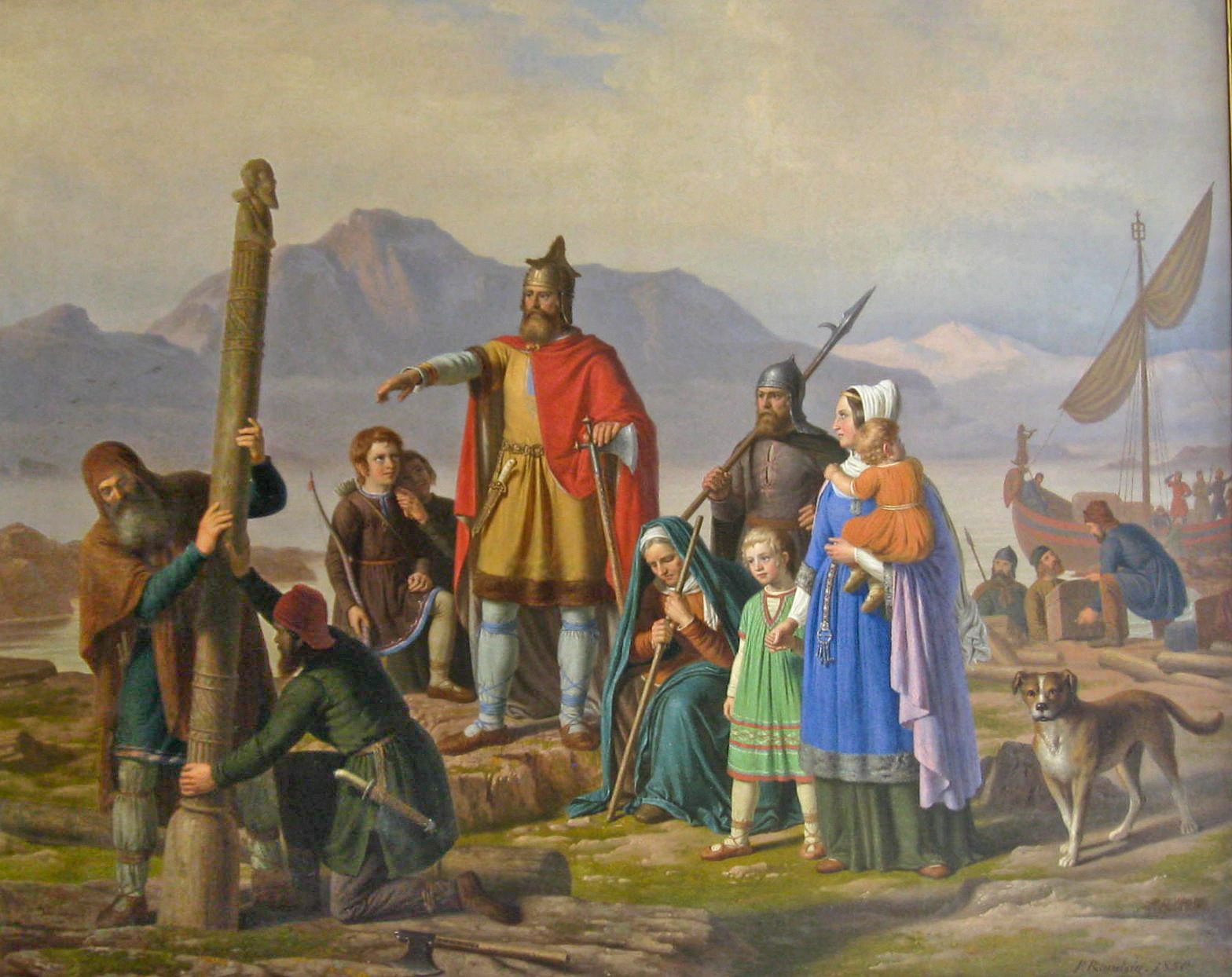
インゴールヴル・アルナルソン、最初のスカンジナビア人入植者

アイスランドは火山活動により1600万年前に北大西洋に誕生した。871年に大規模な火山活動が2度あり、アイスランド全体が火山灰に覆われたが、人工物はその火山灰の上の地層からしか発見されていないとして、最初の入植は紀元874年であり、ノルウェーからやってきたとされていた。アイスランド植民黎明期についての記録として『植民の書』が伝わる。2001年、レイキャビク市内でアイスランド最古の人工物が同地層の下から発掘されたことにより、871年以前から人類が居住していたことが確認されている。人類がアイスランドに入植する以前は、陸生哺乳類はホッキョクギツネだけしかいなかった。
その後、9世紀末から10世紀にかけて、ノルウェー人とスコットランドおよびアイルランドのケルト人がフェロー諸島を経由して移住した。定住した人類は木炭を作るために森林を広範囲に伐採した。人類が入植する前は、国土の4分の1が樺の森林であったが、19世紀まで続いた伐採により森林面積は1パーセントに減少した。入植者は牛や豚といった家畜をアイスランドに持ち込んだが、寒冷地ゆえに羊毛を目的とする羊の飼育が盛んになった。羊は植物であれば若木を含めて食べてしまうため、国土の3分の2を覆っていた植生が2分の1に減少し、アイスランドは表土の露出した荒涼たる風景となってしまった。

### 新天地と自治の終焉

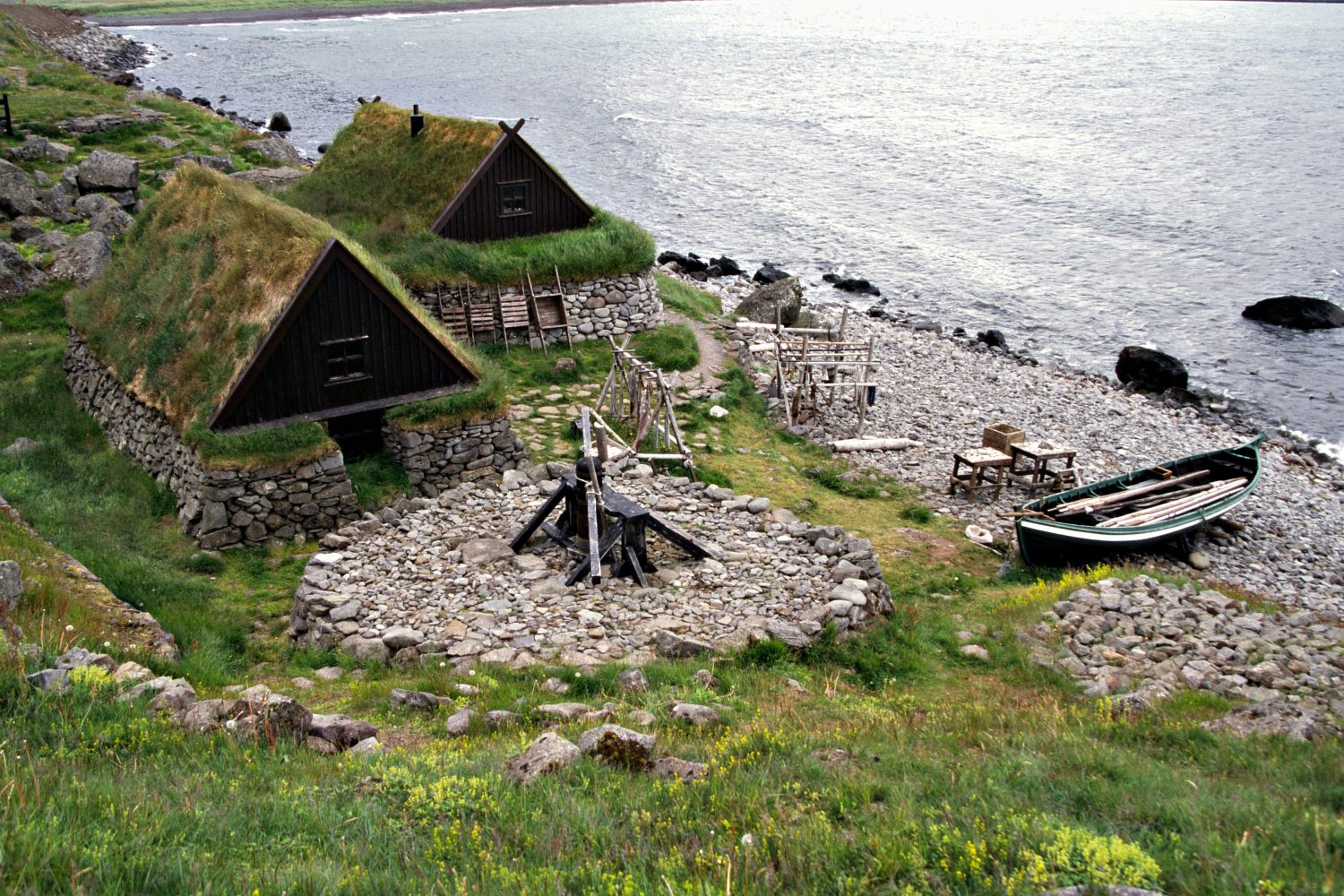
漁業博物館 Ósvör、ボルンガルヴィーク

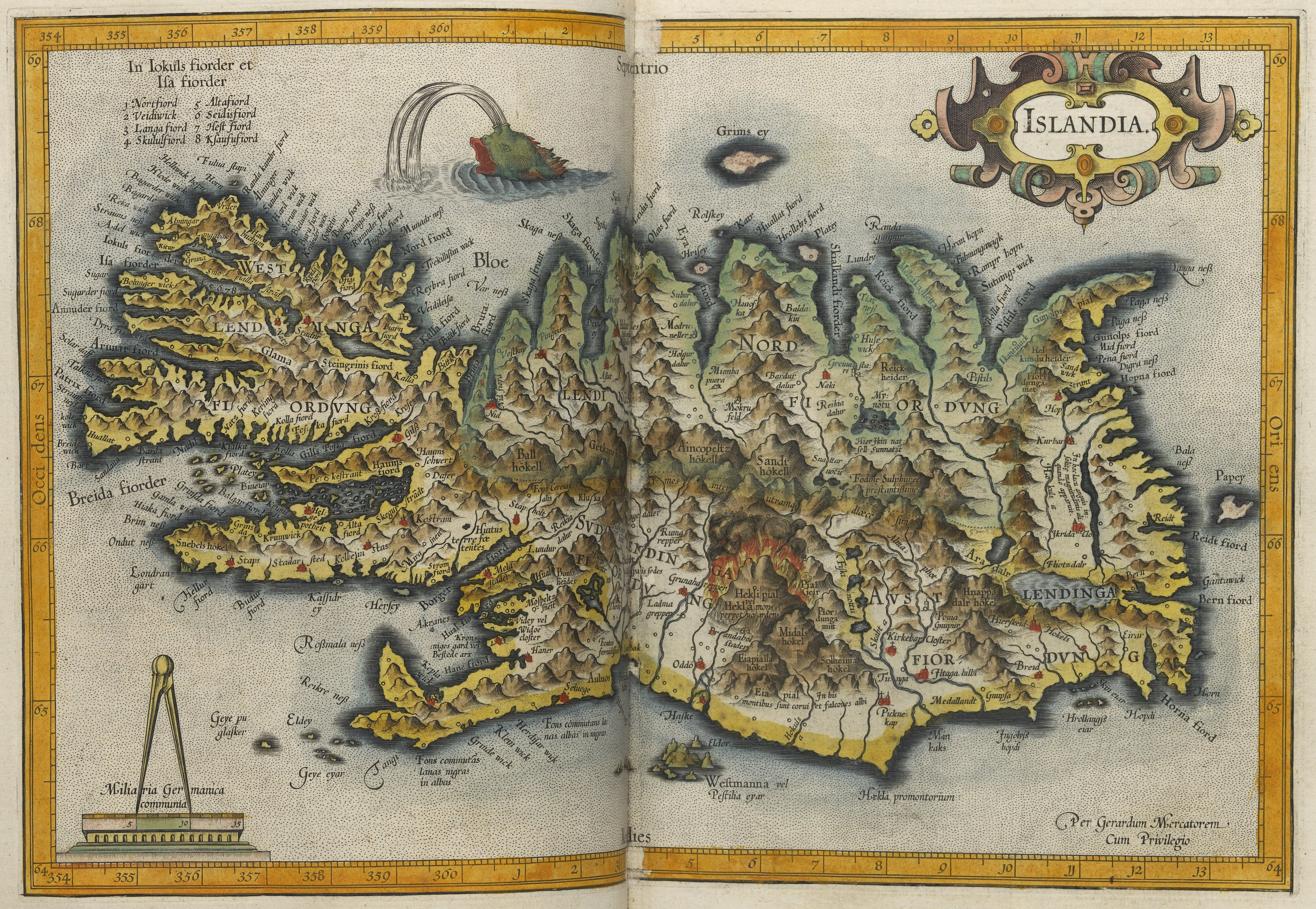
ゲラルドゥス・メルカトルによって17世紀初頭に公開されたアイスランドの地図

新しい国を目指した移民たちは王による統治ではなく、民主的な合議による自治を目指した。これが930年に発足した世界最古の民主議会「アルシング」であり、これを国家の誇りとしている。

アルシングによる統治が続いた約300年の間、アイスランド人はさらなる新天地を目指した。アイスランド人のレイフ・エリクソンはヨーロッパ人としてアメリカ大陸を初めて訪れた。これはコロンブスによる「発見」よりおよそ500年も前のことであった。この事実は長く懐疑的に受け取られていたが、カナダのニューファンドランド島にあるランス・オ・メドーの発掘によってその業績が証明された。また、ミトコンドリアDNAの解析により、アジアとアメリカ大陸で検出されていたハプログループC1系列の新型であるC1e型がアイスランド人から発見され、アイスランド人の女性がアメリカ大陸で子孫を残してミトコンドリアDNAが受け継がれた可能性（ミトコンドリアDNAは母から子へのみ受け継がれる）が指摘されている。ただし、科学分析はその性質上、追試が必須であるため、この結果をもってして、欧州からのDNAを遡れたとは言えないため、今後のさらなる検証や追試が期待される。首都レイキャヴィークのハットルグリムス教会にはアルシング発足1000年を記念し、1930年にアメリカ合衆国から寄贈されたレイフ・エリクソンの像がある。
13世紀以降はノルウェー（1262年 - ）およびデンマーク（1397年 - ）の支配下に置かれる。

### 独立
19世紀に入り、国民はヨン・シグルズソンを中心に独立運動を展開した結果、1874年に自治法が制定され、1918年にデンマーク国王主権下の立憲君主国、アイスランド王国として独立（同君連合）。
第二次世界大戦でデンマークがナチス・ドイツに占領（北欧侵攻）されたのを機に1940年、イギリス軍が駐留（アイスランド侵攻）（のちにアメリカ合衆国も派兵）。1944年6月17日に共和国として完全な独立を果たした。国際連合に加盟したのは1946年11月である。
1949年には北大西洋条約機構（NATO）に加盟。欧州経済領域（EEA）協定が1994年発効した（アイスランドを含む欧州自由貿易連合（EFTA）と、欧州連合（EU）を包含）。

## 政治
トランスペアレンシー・インターナショナルが毎年発表している腐敗認識指数によれば、「世界で11番目に汚職が少ない国」（2019年時点）と評価されている。

### 大統領
国家元首である大統領は国民から直接選挙される。政治的な実権はなく、象徴的な地位を占めるに留まる。
1980年、ヴィグディス・フィンボガドゥティルが直接選挙によって選出された世界初の女性大統領となった。

### 行政
行政機関は首相府、産業・イノベーション省、財務・経済省、内務省、教育・科学・文化省、環境・天然資源省、外務省、福祉省がある。

### 立法
一院制議会であるアルシングは63名の議員で構成されている。議員は4年に1度国民から直接選挙される。
議院内閣制が採用されており、通常はアルシングにおける多数党の党首が大統領によって首相に任命される。

### 政党
アイスランドでは北欧五党制が定着しており、過半数の議席を占める党は存在せず、連立交渉が行われた後に連立政権が誕生する。

### 司法
司法権は最高裁判所に属している。

## 国際関係

### 外交
北欧諸国との協調を外交の要としている。欧州連合（EU）には加盟していないが（後述）、欧州経済領域（EEA）やシェンゲン圏の一部として他のヨーロッパ諸国とも密接な関係を維持している。アジア諸国との関係拡大や北極圏政策も重視している（「北極評議会」も参照）。
アイスランドは2008年以降、2023年時点の「世界平和指数」で1位を維持していることで有名であるが、「世界平和指数」の3項目の1つである「対外・国内紛争」においては、常に1位であったわけではない。
アイスランドは2020年の「積極的平和指数」では2位であったが、2022年1月、オーストラリアに本部を置き、アメリカ、オランダ、メキシコ、ベルギーなどに支部を持つ経済平和研究所は、「積極的平和指数」の項目の一つである「近隣関係指数」を「国家近隣平等待遇法」「観光客対居住者比率」「国家安全保障経済的外部効果」で再定義し、アイスランドの「近隣関係指数」は2. 63と先進国の後塵を拝したが、「国家安全保障経済外部効果」の代わりに「国際貿易の自由」で再定義された2024年版の「近隣関係指数」は日本より優れていた。

### EU加盟問題
背景
欧州連合（EU）発足後、漁業への規制などを恐れ、EU加盟は慎重であった。しかし、2008年、世界的な金融危機（リーマン・ショック）の影響により通貨アイスランド・クローナが暴落。小国であるため、複数の政府閣僚らは対処が困難との見解を示し、EU加盟も視野に入れユーロの導入を行い欧州中央銀行という強力な後ろ盾を得る必要性について言及した。2008年12月7日の『朝日新聞』のインタビューでゲイル・ホルデ首相はEU加盟に前向きな発言をした。2009年1月、イギリスの『ガーディアン』紙は、アイスランドが近くEU加盟申請をした場合についてEU当局者が「金融危機の影響で国家経済が破綻状態に陥ったアイスランドのEU加盟手続きを優先して推進する方針を明らかにした」と報じた。さらに「クロアチアとともに2011年に加盟できるよう手続きを迅速化したい」とする欧州委員会レーンEU拡大担当委員らの発言を伝えた。
加盟申請まで
ホルデ首相率いる内閣は2009年1月に退陣し社会民主同盟のヨハンナ・シグルザルドッティル首相が就任した。ヨハンナ首相はEU加盟およびユーロ導入へかなり前向きな姿勢を示した。4 - 5月には総選挙が予定され、ヨハンナ首相は、EU加盟を掲げ選挙に臨み、勝利すれば早期に国民投票を行い賛成を得れば速やかに加盟申請をするとした。2009年4月に総選挙は行われ、結果、右派独立党の下野とともに社会民主同盟と左翼環境運動の左派連立政権が維持されることとなり、ヨハンナ首相の続投が決定した。しかし、連立を組む緑の党はEU加盟に反対の立場であり、野党でも独立党議会議員の定数63人中これらの政党が33議席を獲得し、僅差で加盟推進派が多数派となった。投開票が行われた4月25日の夜、ヨハンナ首相は「われわれの時代が来た」と勝利宣言し、そのうえで、EU加盟交渉をできる限り早く始める意向を改めて示した。2009年7月23日、アイスランドはEUに加盟申請をした。政府は約3年での加盟を目指すとした。アイスランドは欧州経済領域（EEA）にも参加するなどEUとの関係は元々強固であり、30分野以上にも及ぶアキ・コミュノテールも7割はその調整が完了していた。
加盟交渉開始
アイスランドのオッスル・スカルプヘイジンソン外相は「加盟交渉をマラソン（42.195キロメートル）に例えるなら40キロメートル地点にいる」と話す一方、「残りの2キロメートルがもっとも難しい」と話した。アイスランドの基幹産業である漁業界の存在が加盟への障壁になった。EUに加盟すると、漁獲量がEUによって制限される。アイスランドの豊かな漁場を他のEU加盟各国に明け渡すことにもなり、漁業界は激しく抵抗した。商業捕鯨の問題に関しては、英独仏など多くのEU加盟国がアイスランドに対して激しく抗議していた。さらに、こうした多くの課題を乗り越えたあと、国民投票という最大の関門が予定されていた。20世紀にデンマークから独立し、独立への思い、ナショナリズムは強く、EU加盟に抵抗感を持つ人も決して少なくない。与野党とも、世論を引きつけるため活発な活動を行った。2010年7月には加盟交渉を開始。2011年8月には、EU加盟の信を問う国民投票を2013年初めに行うと、スカルプヘイジンソン外相が同国テレビのインタビューに答えた。また外相は「われわれは交渉が力強い発表と次期議会選挙前の国民投票で締めくくられることを望む」と述べた。
加盟申請取り下げ
2013年4月に総選挙が実施され、EU加盟問題に関する国民投票の実施などを公約に掲げた進歩党と独立党が勝利し、両党による連立政権が誕生した。EU加盟に反対の立場を取る同政権は同年9月、加盟交渉を凍結した。2014年2月には、政府が選挙公約に従いEUへの加盟申請取り下げを決めたことに対し、首都レイキャビクで抗議デモが行われたが、政府は方針を変えなかった。結局2015年3月12日、スベインソン外相は加盟申請を取り下げると発表した。

### 捕鯨
捕鯨賛成国で、1992年6月には国際捕鯨委員会を脱退した。その後、2002年10月に国際捕鯨委員会に再加盟するも、2003年8月には調査捕鯨の再開を発表し、調査捕鯨を実施。さらに2006年には商業捕鯨を再開している。

### 日本との関係
日本の外務省によると、2023年9月2日、日本人がアジア人に対するヘイトクライムに巻き込まれる事件があった。
在アイスランド日本国大使館
駐日アイスランド大使館

## 軍事
アイスランド（I）とグリーンランド（G）との間のデンマーク海峡およびブリテン諸島（連合王国＝UK）との間の海域は、北大西洋や北極海と中部大西洋を結ぶチョークポイントであり、イギリス海軍、アメリカ海軍と、第二次世界大戦ではドイツ海軍が、冷戦期以降はソ連・ロシア海軍が対峙してきた。
NATOの原加盟国であるが自国軍は所持しておらず、世界でも希少な「軍隊を保有していない国家」である。国土防衛は警察隊と沿岸警備隊が担っており、実際にタラ戦争では沿岸警備隊がイギリス軍と戦った。歴史上１度も軍隊を保有したことがない。かつてはアメリカ合衆国と国防協定を締結してアメリカ空軍基地（アイスランド防衛隊）を設置し、冷戦下の重要な戦略拠点になっていた。しかし、冷戦終結から10数年を経た2006年、アメリカの「地球規模の戦力再編成の一環」による米軍の完全撤収が両国で合意に至り、約1,200名の将兵とF-15戦闘機4機が段階的に撤収、ケプラヴィーク米軍基地が閉鎖された。ただし、有事の際にはアメリカがアイスランド防衛を保障する協定を結んでいる。
1986年にはレイキャヴィークがロナルド・レーガン米大統領とソビエト連邦のミハイル・ゴルバチョフ書記長の会談場となり、冷戦終結に向けた舞台のひとつとなった。

## 地理

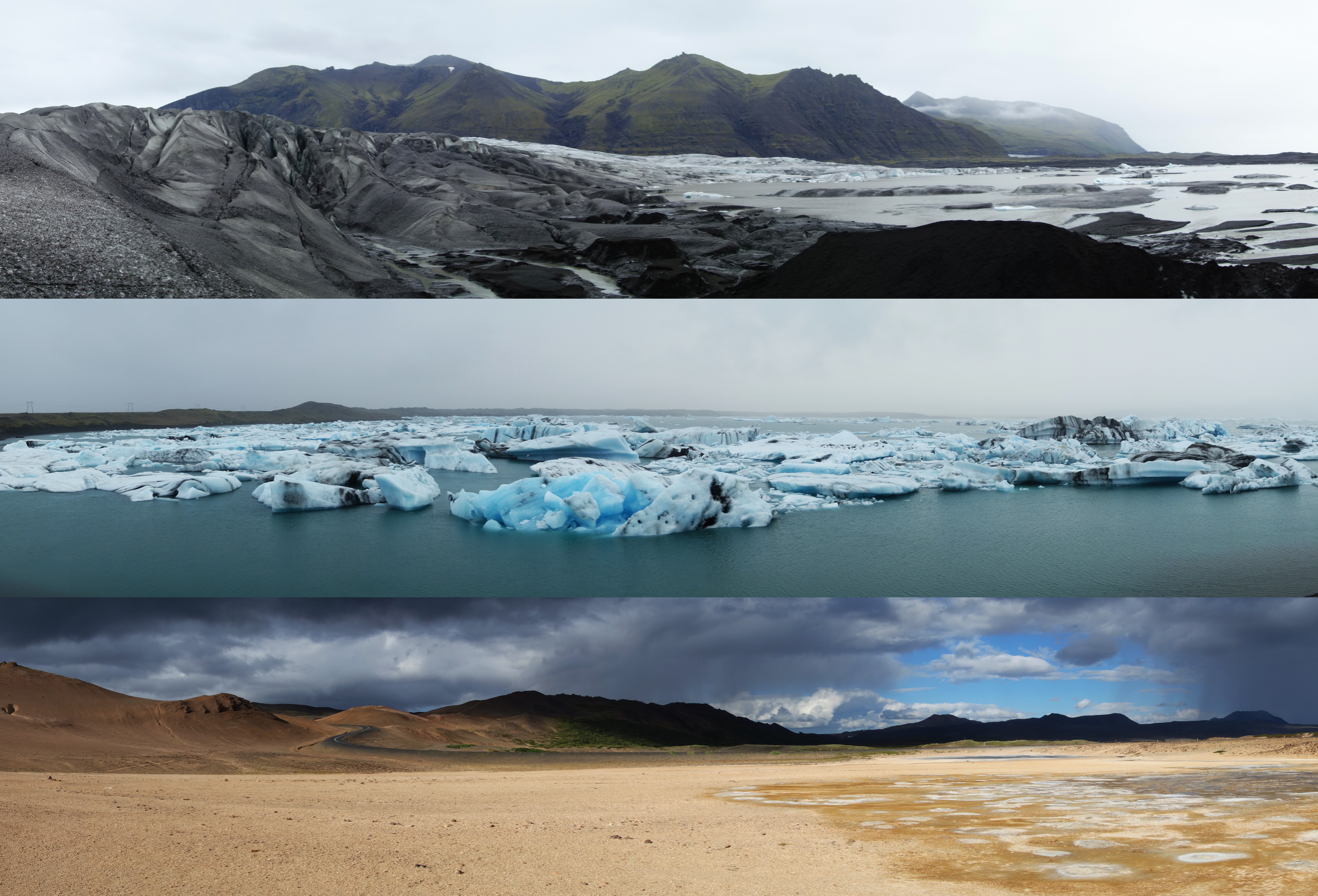
3つの典型的なアイスランドの風景。

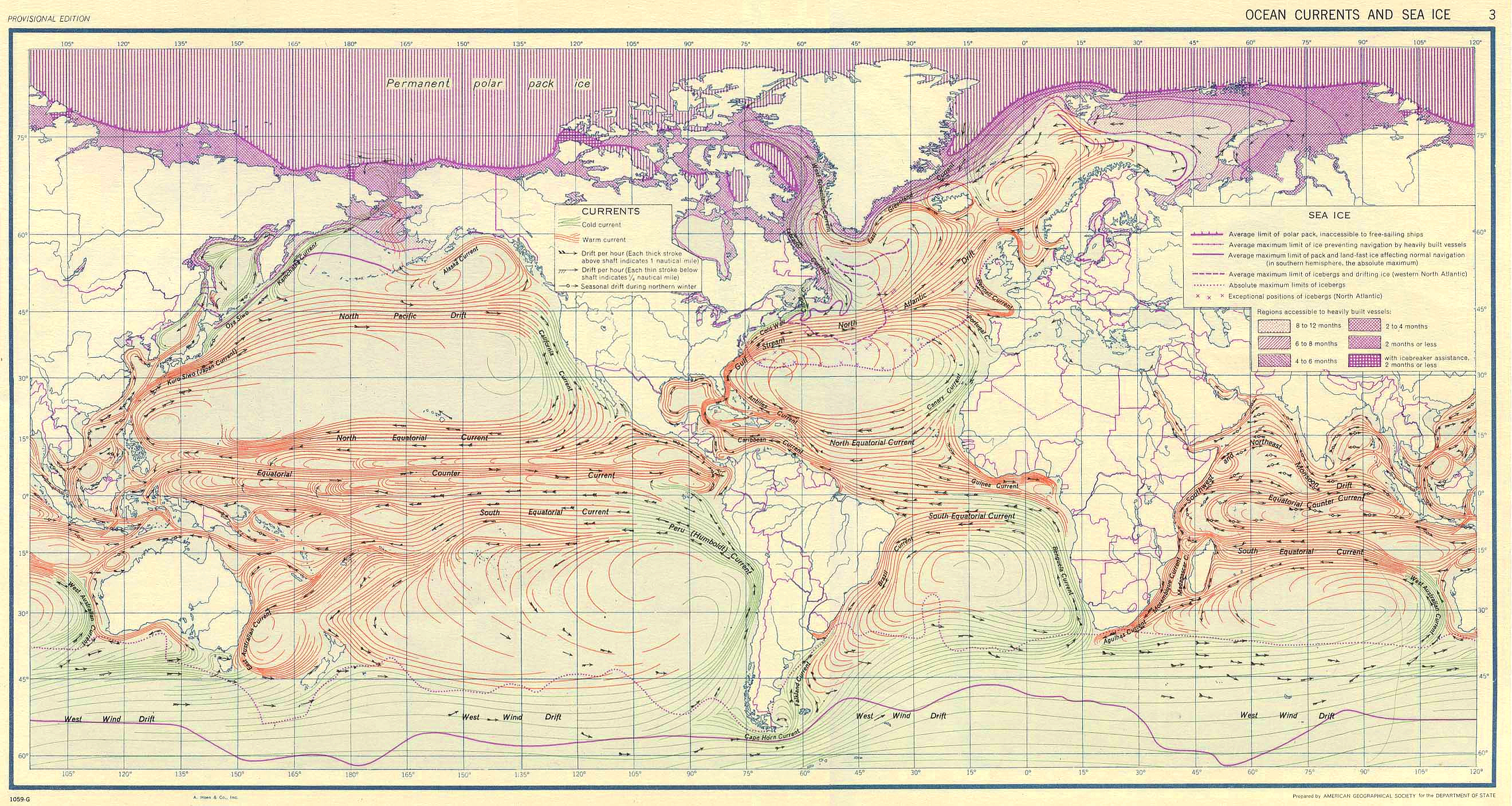
世界の海流図。赤道近くからアイスランドへと暖流の形で熱の輸送が行われている様子が見て取れる。

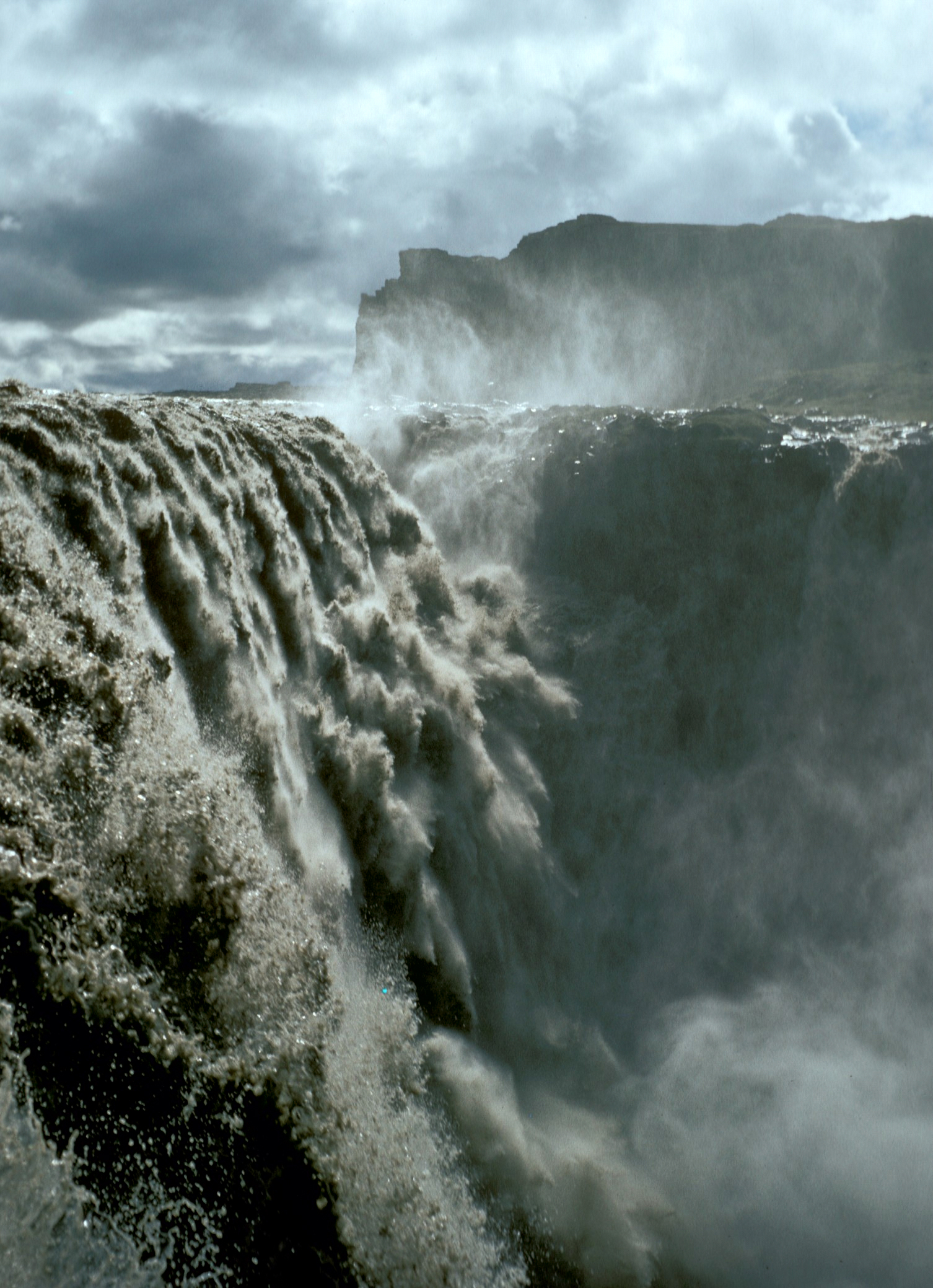
欧州最大の水量を誇るデティフォス滝

アイスランドは北大西洋に浮かぶ島であり、その面積は大韓民国全体を上回り、地球全体の中でも大きな島である。この島はグリーンランドの東、北極圏のすぐ南に位置している。発散型プレート境界である大西洋中央海嶺が海面上に露出したものである。ニューヨーク市から4200キロメートル（2609.8マイル）、スコットランドから860キロメートル（534.4マイル）離れている。「アイスランド」という言葉は、アイスランド島のほぼ全ての陸域と人口を含み、アイスランド共和国と呼称されるこの国について言及するときにも使われる。

居住地帯は海岸線に集中している。首都レイキャビクを中心とした大レイキャヴィークおよび南西部に人口が集中している。アイスランド中央高地はほぼ無人地帯である。

アイスランドの国土

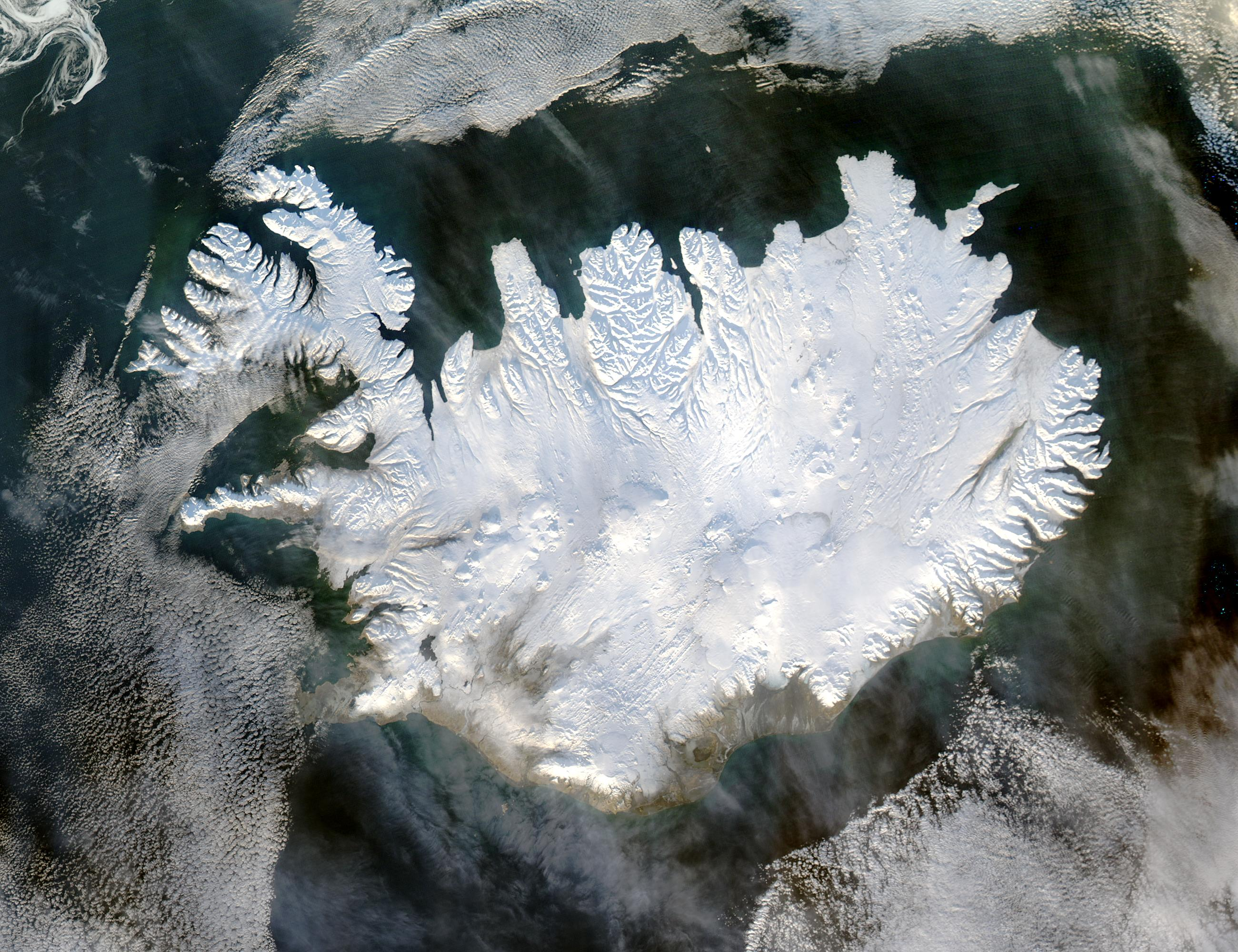
2004年1月29日に宇宙から見たアイスランド
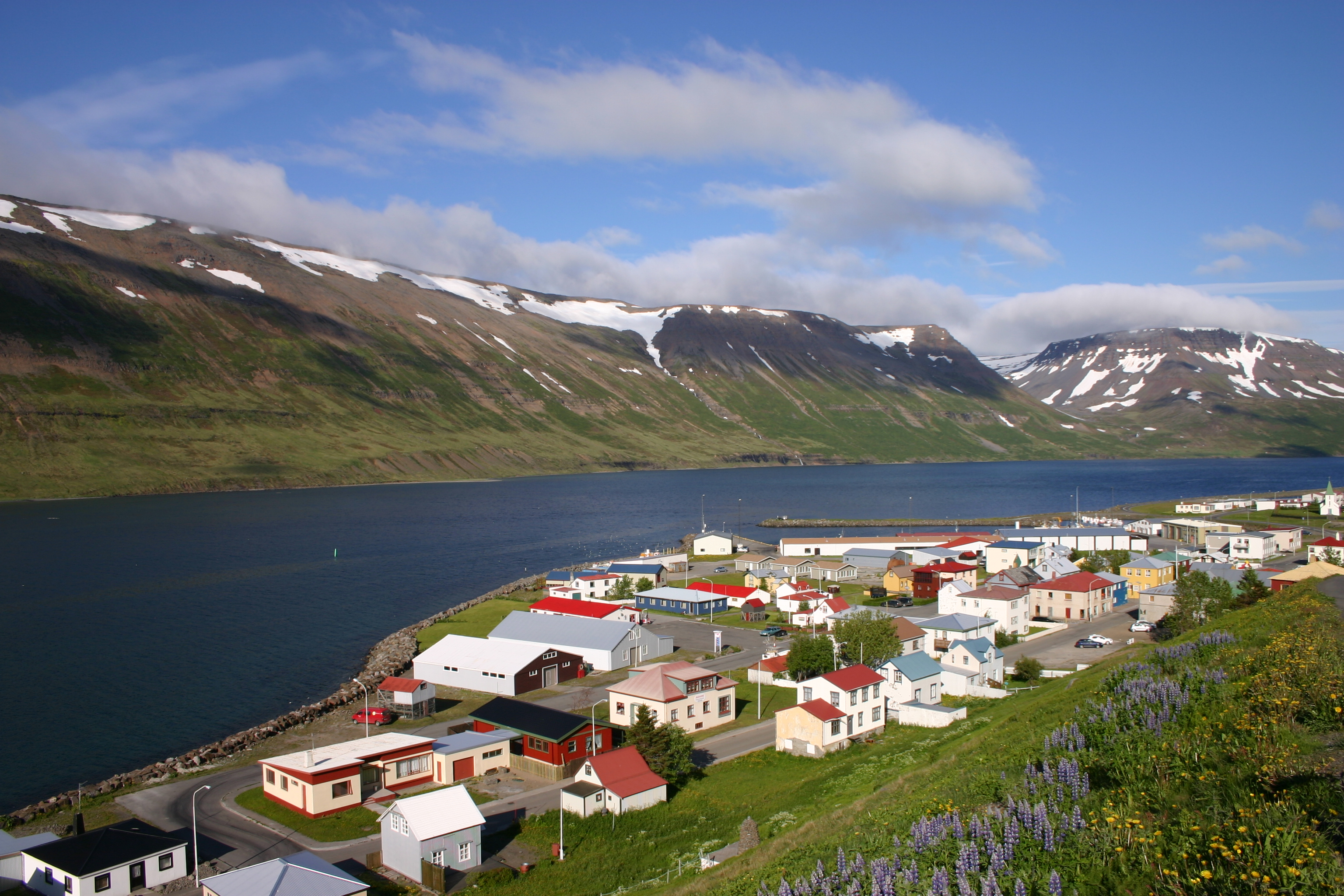
Suðureyri
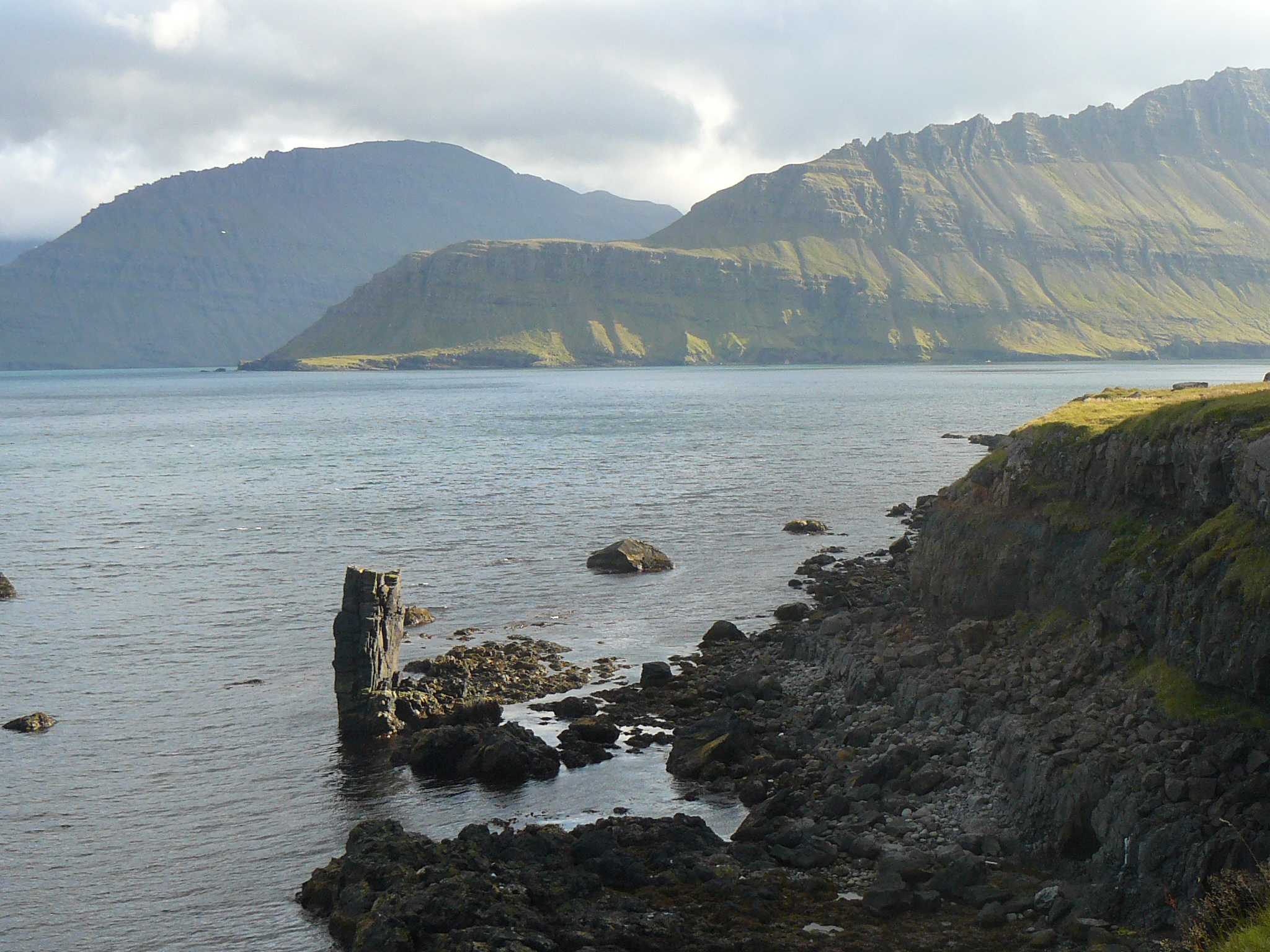
ネスコイプスタズル
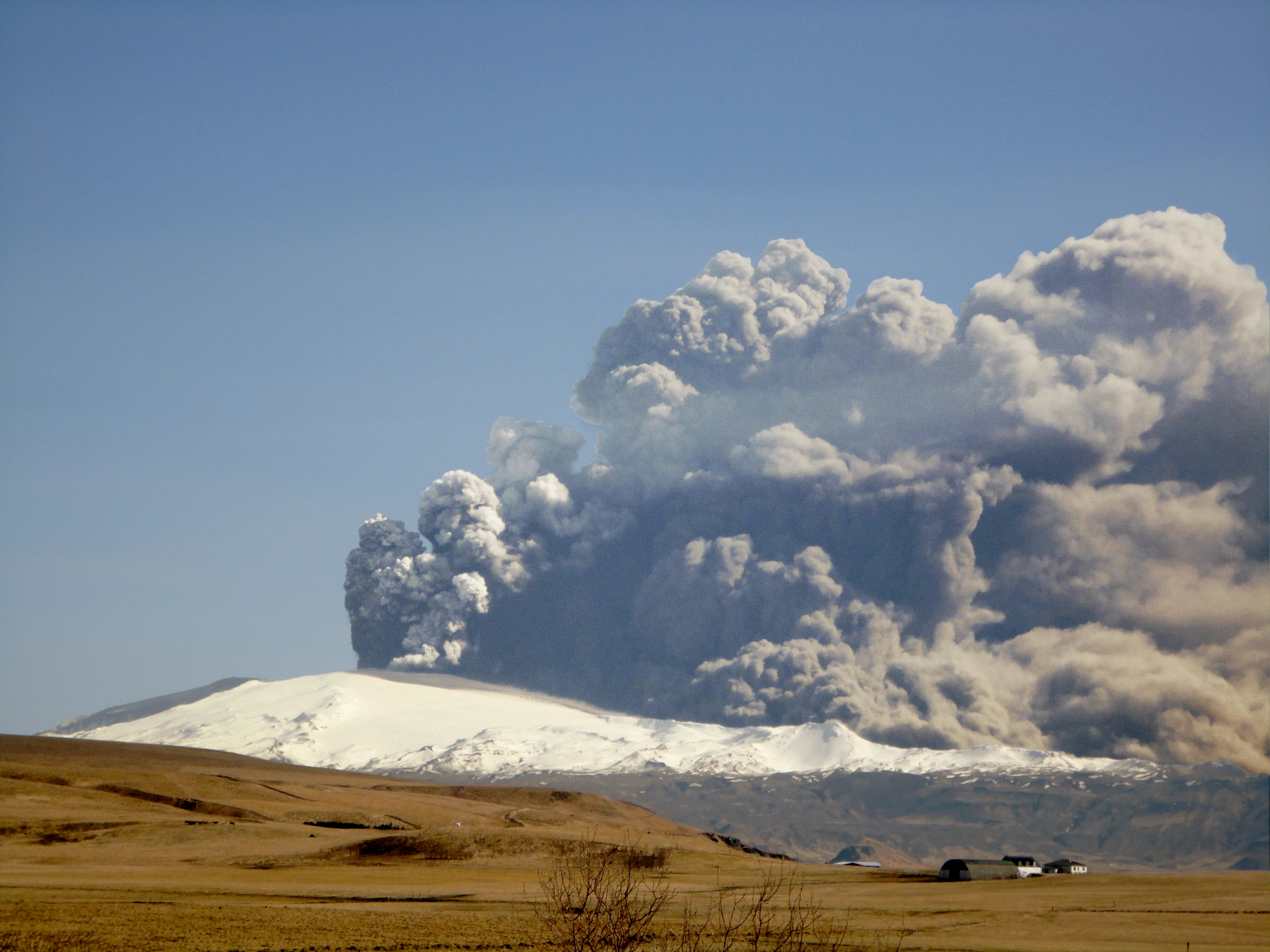
2010年のエイヤフィヤトラヨークトルの噴火
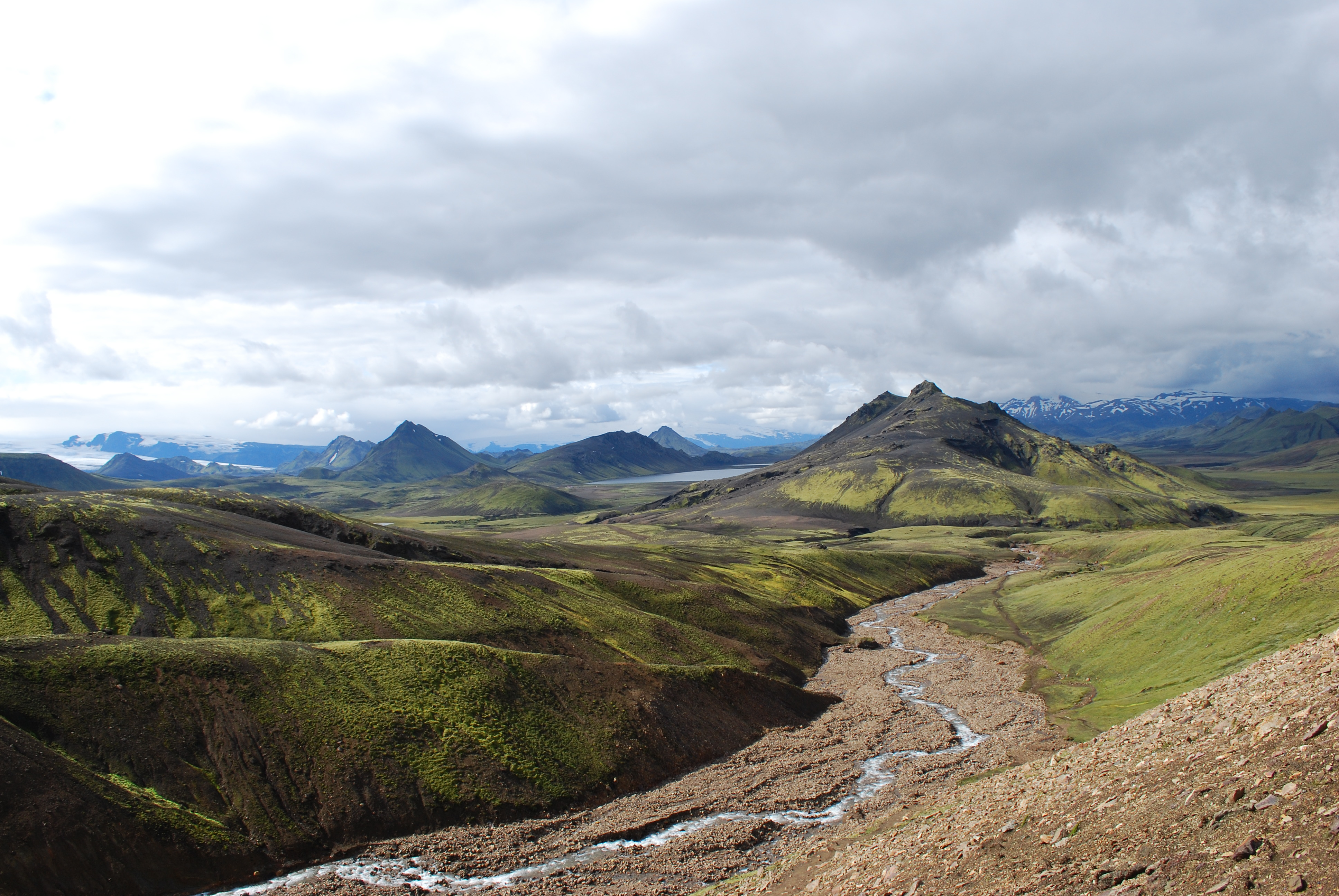
ロイガヴェーグルハイキングトレイルから見た風景
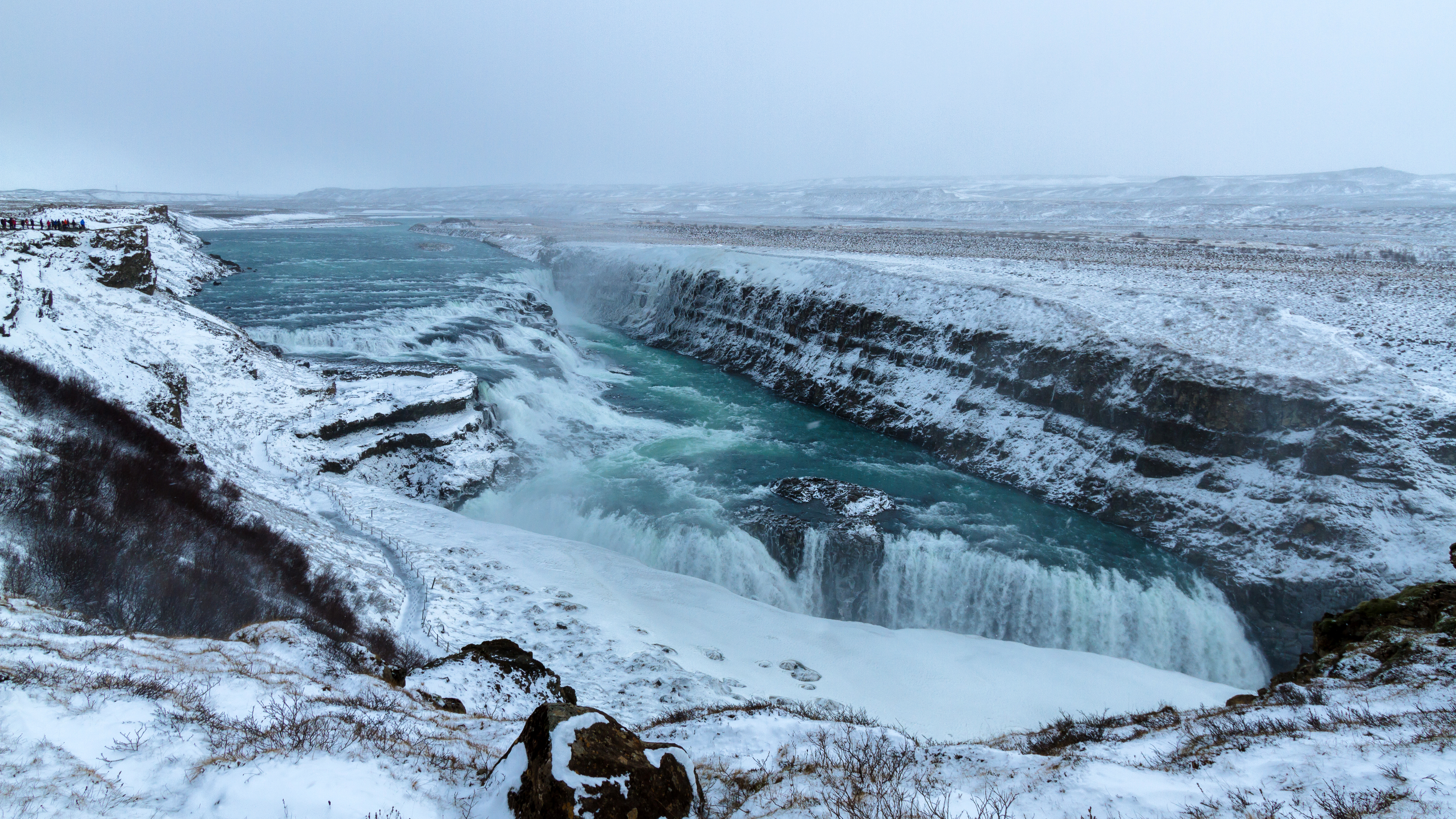
グトルフォス
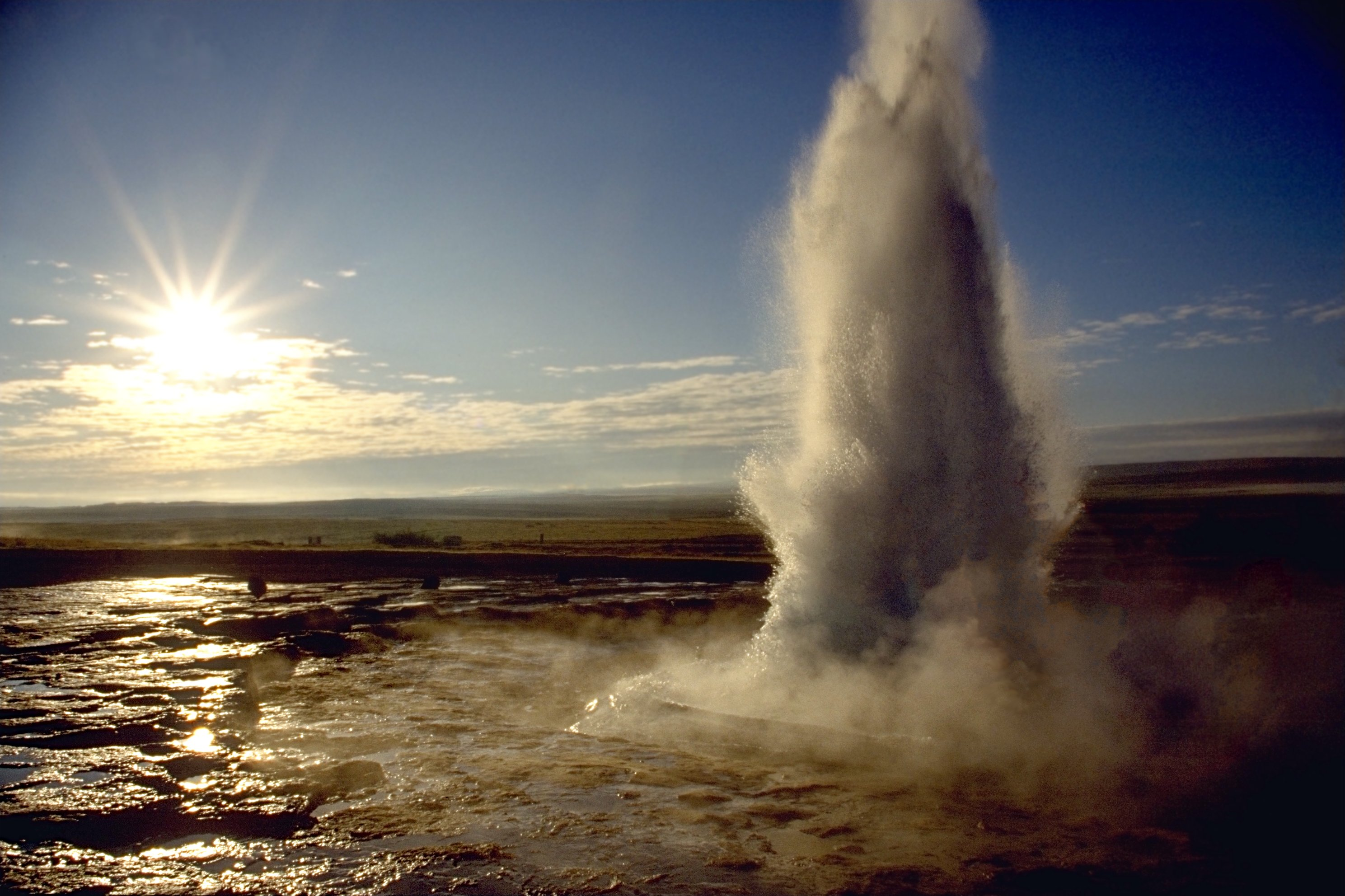
ストロックル間欠泉

### 火山
アイスランドは、大西洋中央海嶺とアイスランドホットスポットの上に位置している火山島である。海嶺は海洋プレートが生成される場所であるわけだが、アイスランドは海洋プレートの生成が海面よりも上で見られる地球上でも珍しい島としても知られている。海嶺は大地が広がっていく場所であり、アイスランドは常に引き裂かれつつある。この大地の裂け目を「ギャオ」と呼ぶ。ヘクラ山を含む多くの火山が活動し、多くの間欠泉や温泉が見られる。1783年のラキ火山噴火は飢饉を起こして人口の4分の1を餓死させ、何か月も欧州、アジア、アフリカの上空を火山灰が覆った。1963年11月には南部沖合10キロメートルの海底火山活動でスルツェイ島が誕生した。間欠泉の中で最大のものがゲイシール間欠泉で、その名前が英語で間欠泉を意味する単語geyserの語源になった。アイスランドではこの地熱による豊富な温泉を活用した地熱発電や地熱暖房を行い、電力や住宅の暖を安価に得ている。また、世界最大の露天風呂「ブルーラグーン」もある。島は基本的にハワイのように玄武岩で構成されるが、中には流紋岩や安山岩を噴出する火山もある。最高峰は南東部にそびえるクヴァンナダールスフニュークル（海抜2106メートルないし2210メートル）である。地表の約10パーセントは氷河に覆われており、中でも最大のヴァトナヨークトル氷河は面積が8100平方キロメートルで単独でも国土の8パーセント以上を占めている。
- アイスランド沖の島嶼一覧
- アイスランドの火山一覧
- アイスランドの河川
- アイスランドの滝
- アイスランドの氷河
- アイスランドのフィヨルド
- アイスランドプルーム

#### 主な湖
- ソゥリスヴァトン湖 - 83〜88平方キロメートル
- シンクヴァトラヴァトン湖 - 82平方キロメートル
- ミーヴァトン湖 - 37平方キロメートル

#### 主な山
- ラキ火山 - 標高1725メートル
- クヴァンナダールスフニュークル - 標高2106メートル
- エーライヴァヨークトル - 標高2110メートル
- カトラ火山 - 標高1512メートル
- ヘクラ火山 - 標高1488メートル
- エイヤフィヤトラヨークトル火山 - 標高1666メートル
- アスキャ火山 - 標高1516メートル
- ヘトリスヘイジ

### 気候
アイスランド本島は北緯63度から66度に位置し、国土の一部は北極圏にかかっている。しかし、冬の寒さはそれほど厳しくはなく、同緯度にあたるフィンランドやスウェーデンの北部の2月の最低気温の平均が氷点下20度近くであるのに対し、アイスランドは氷点下3度ほどである。ケッペンの気候区分では、アイスランド南部は西岸海洋性気候 (Cfc) に該当する。これはアイスランドにメキシコ湾から流れてくる暖流である北大西洋海流の影響を強く受けているためである。この暖流によって大量の熱が輸送されてきているために、アイスランドは高緯度に位置するにもかかわらず比較的温かい。また、高緯度に位置するアイスランドは、オーロラを地上から観測するのに適する場所として知られているが、このようなオーロラ観測に適する地域としては、もっとも暖かい地域である。これに対してアイスランド北部は、東グリーンランド海流などの北極方向からの寒流の影響を受けるために、ツンドラ気候 (ET) となっている。これらの海流の影響を受け、特に標高が高い地域では天気が短時間で変わりやすい。

## 地方行政区分
かつては23の県（sýslur）に、現在では26の県に分割統治されている。県の下には、98の自治体と14の市（kaupstaðir）がある。行政区分ではないが、8つの地方にも分けられる。

アイスランドの地方
アイスランドの選挙区
アイスランドの自治体
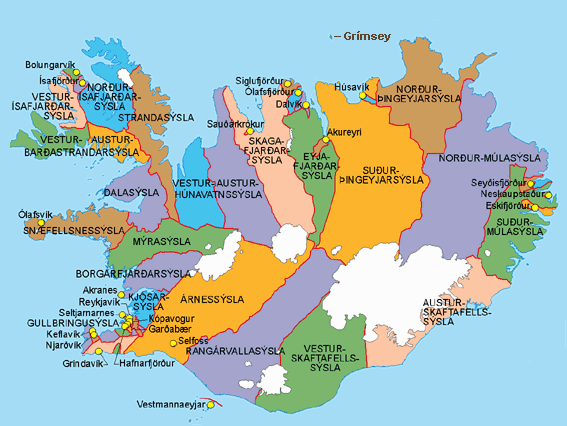
アイスランドの県。白い部分は氷河である

### 主要都市

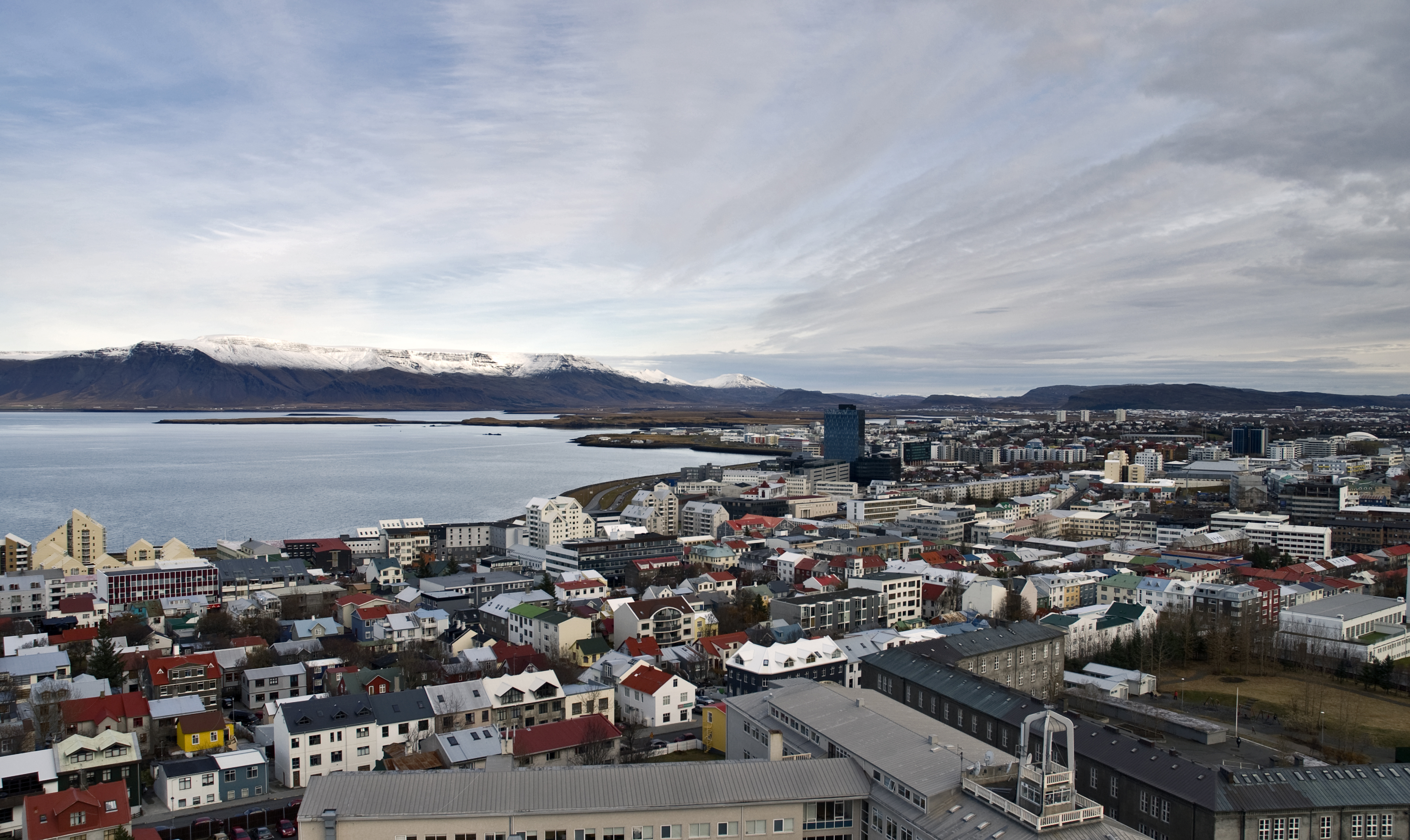
レイキャビク
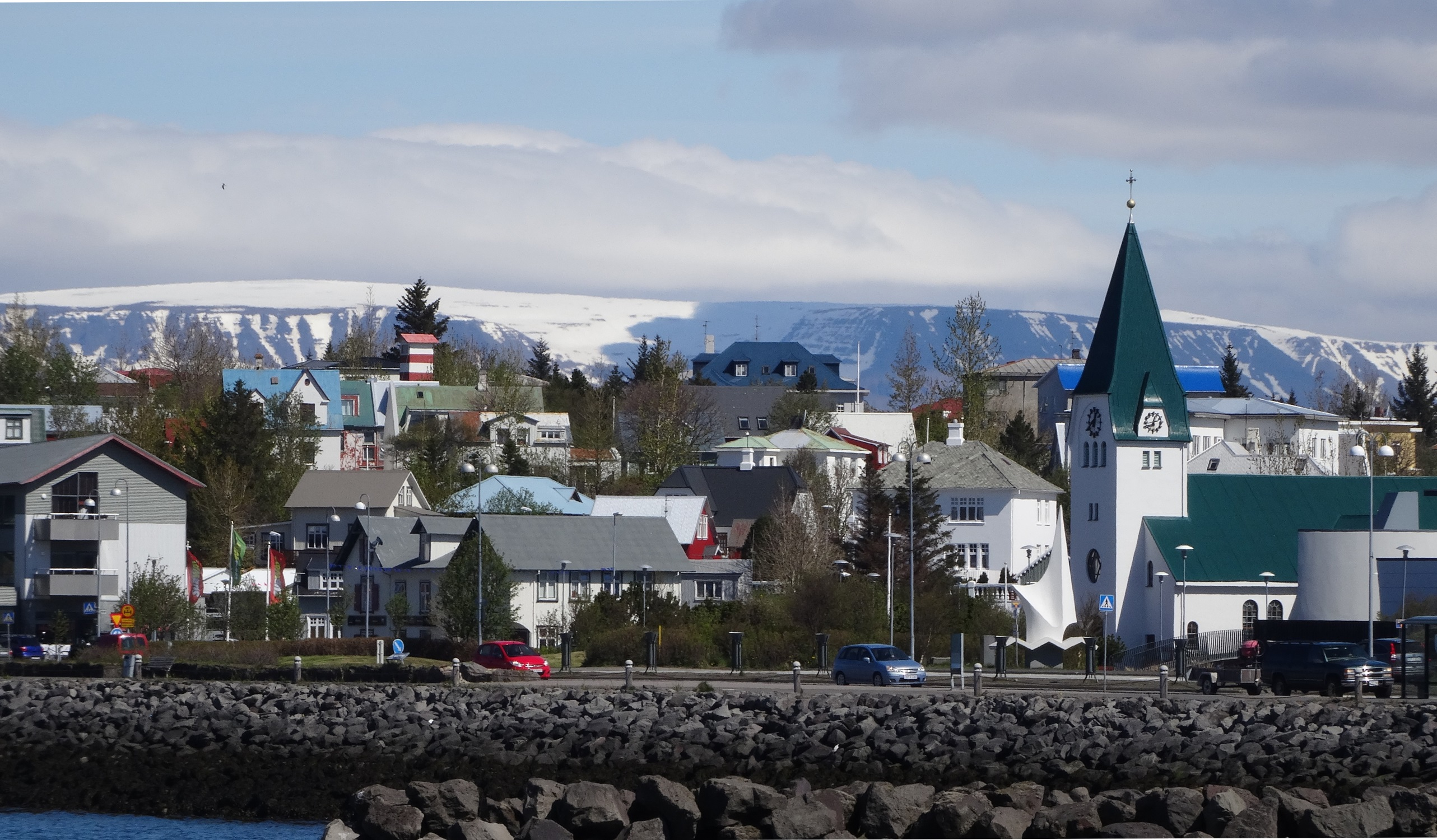
ハフナルフィヨルズゥル
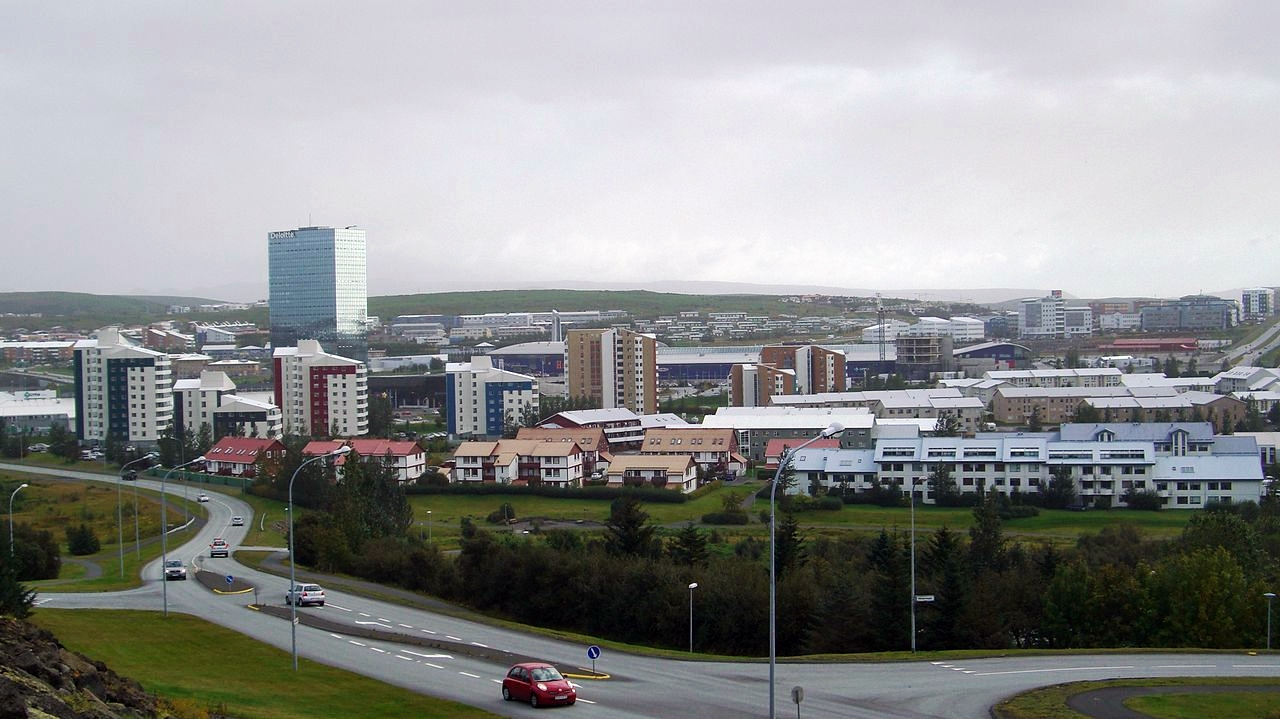
コーパヴォグル
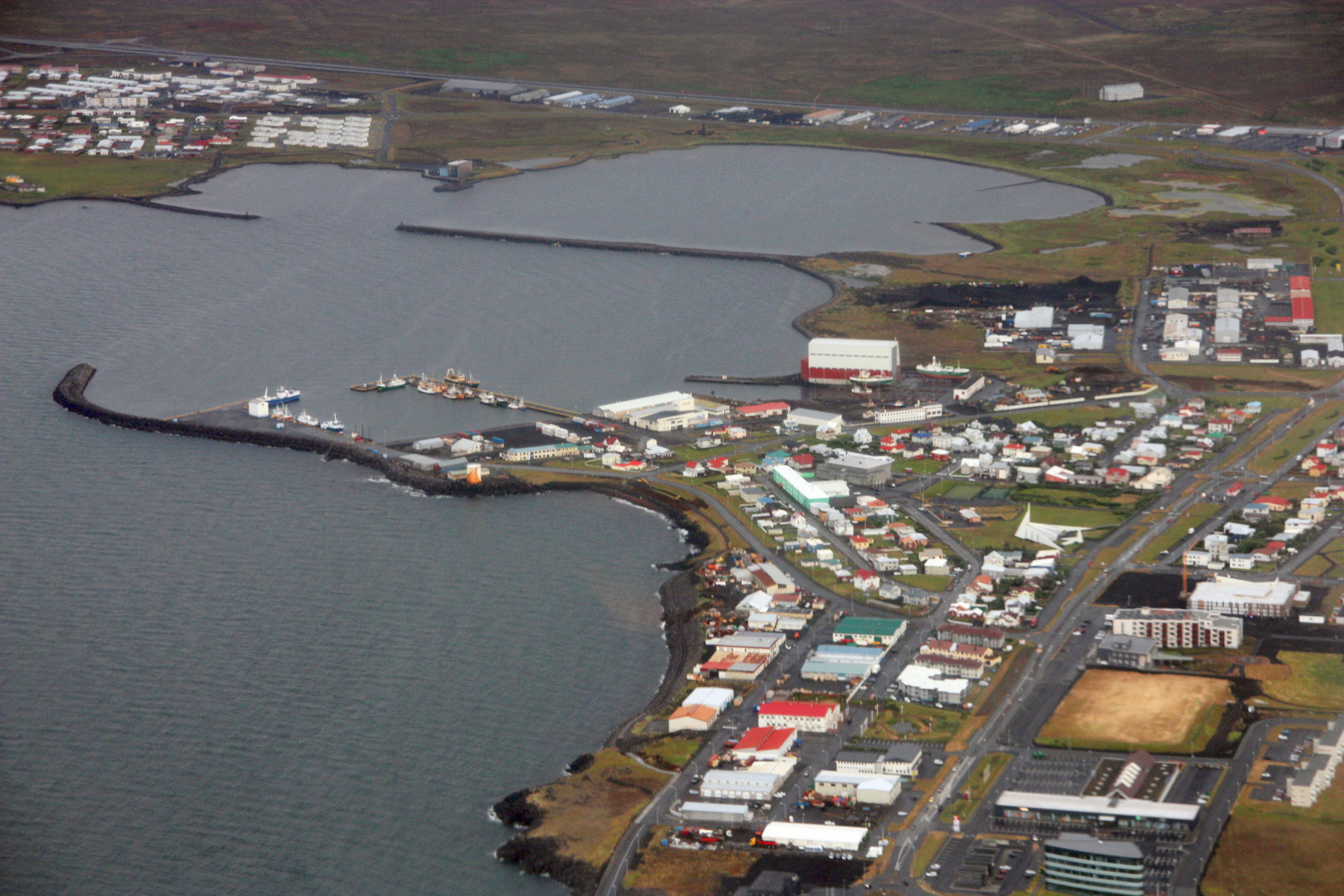
レイキャネスバー

| アイスランドで最大の都市または町 | アイスランドで最大の都市または町 | アイスランドで最大の都市または町 | アイスランドで最大の都市または町 | アイスランドで最大の都市または町 |
| 順位                             | 名前                             | アイスランド語                   | 領域                             | 人口                             |
| -------------------------------- | -------------------------------- | -------------------------------- | -------------------------------- | -------------------------------- |
| 1                                | レイキャビク                     | Reykjavík                        | 大レイキャヴィーク               | 128,793                          |
| 2                                | コーパヴォグル                   | Kópavogur                        | 大レイキャヴィーク               | 36,975                           |
| 3                                | ハフナルフィヨルズゥル           | Hafnarfjörður                    | 大レイキャヴィーク               | 29,799                           |
| 4                                | レイキャネスバー                 | Reykjanesbær                     | 南西アイスランド                 | 18,920                           |
| 5                                | アークレイリ                     | Akureyri                         | 北アイスランド東部               | 18,925                           |
| 6                                | ガルザバイル                     | Garðabær                         | 大レイキャヴィーク               | 16,299                           |
| 7                                | モスフェットルスバイル           | Mosfellsbær                      | 大レイキャヴィーク               | 11,463                           |
| 8                                | アーバーグ                       | Árborg                           | 南西アイスランド                 | 9,485                            |
| 9                                | アクラネース                     | Akranes                          | 西アイスランド                   | 7,411                            |
| 10                               | フィヤルザビッグズ               | Fjarðabyggð                      | 東アイスランド                   | 5,070                            |

- レイキャビク
- ハフナルフィヨルズゥル
- コーパヴォグル
- レイキャネスバー

## 経済

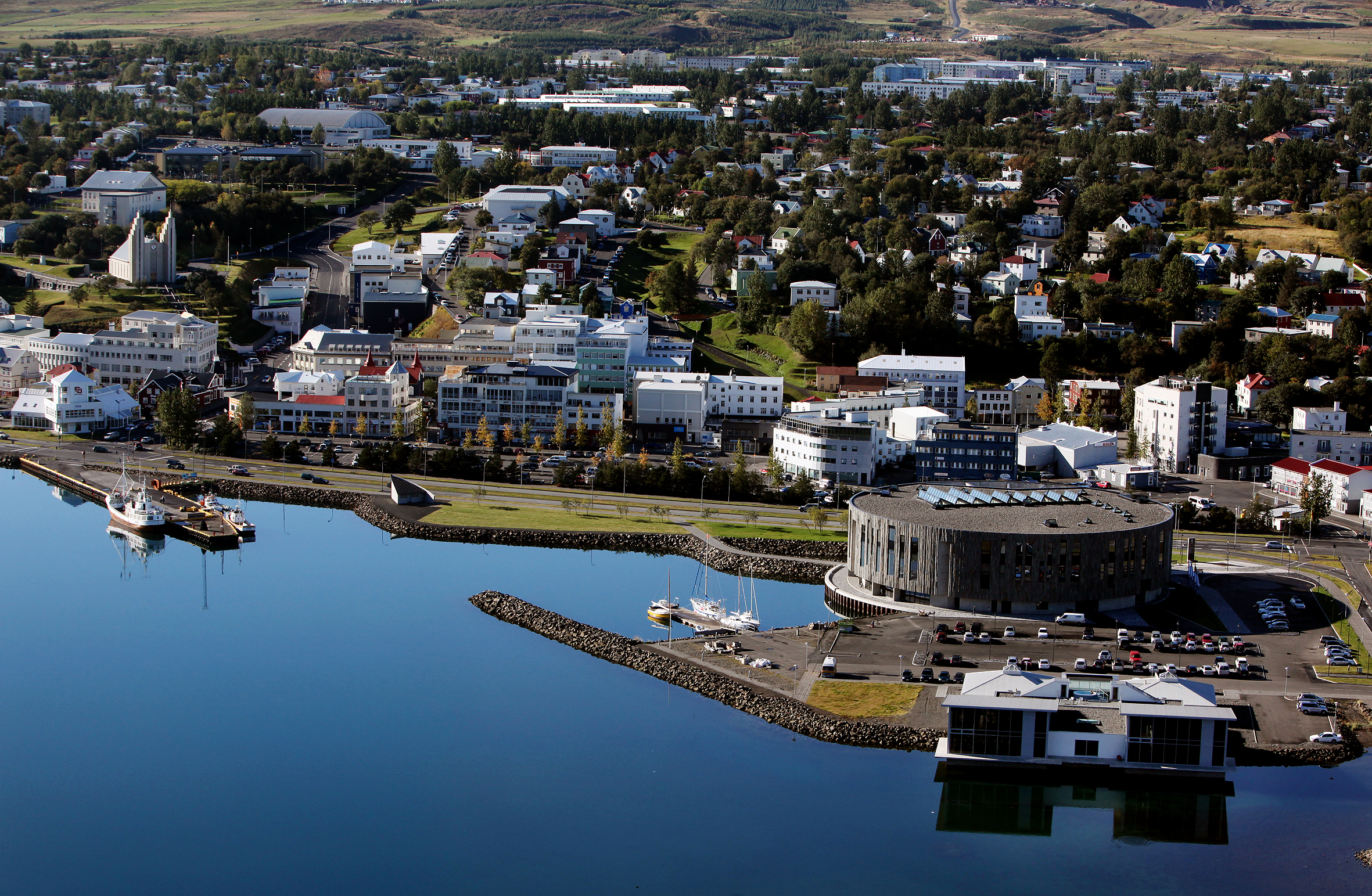
アークレイリの街並

### 国家経済
20世紀初頭、アイスランドは経済の6割以上を第1次産業が占める漁業・農業国であった。しかし、水産加工業を手始めに徐々に工業（第2次産業）やサービス業（第3次産業）へと軸足を移し、第1次産業の割合は1945年には35パーセント、1973年には13パーセントまで低下した。しかし漁業は依然として重要な輸出産業である。また1920年代から1940年代にかけてアイスランド経済は高い成長を遂げ、1950年には1人あたりGDPは1000ドルに達し、独英仏など西ヨーロッパ主要国を追い越した。1960年代までインフレ率は10パーセント台と比較的高い水準にあったが、2度にわたる石油危機の発生は、人口が少なく国際経済へ依存が強いアイスランドのインフレを昂進させ、1983年にはインフレ率が84パーセントに達した。1990年代に入ってようやくインフレは収束した。1970年代から1990年代までのアイスランド経済は平均3パーセント程度の穏やかな成長が続いた。

#### 金融危機以前
2008年9月から顕在化した世界金融危機により、アイスランド経済は危機に陥ったが、それ以前は一時的な繁栄を謳歌していた。全体の国内総生産（GDP）は少なかったが、国民1人あたりでは世界でもトップレベル（2006年時点で世界5位）であった。さらに国際競争力も高く、世界4位、ヨーロッパ1位となっており、小国ながら特筆すべき経済力を持っていた。産業としては金融部門の伸びが著しく、金融と不動産業がGDPに占める割合は26パーセントに達した。これが、後にこの国の経済危機を招いた。一方、従来の主力産業であった漁業のGDPに占める割合は6パーセントまで減少した（2006年時点）。政府の財政体質は良好で、1998年以降は黒字となっていた。以上のように、一時は大胆な産業構造の転換の成功例として華々しく紹介されていたアイスランドではあったが、それは破綻の危険性と常に背中合わせの状態であった。

#### 金融危機以後
2008年9月、アメリカ合衆国のサブプライムローン問題に端を発した世界金融危機により、アイスランド経済は危機に陥った。2008年9月29日にグリトニル銀行が政府管理下に置かれ、クローナの対ユーロ相場は大幅に下落した。10月6日には政府が非常事態を宣言し、議会はアイスランド国内の全銀行を国有化する法案を可決した。7日にはランズバンキ銀行が国有化され、9日には最大手のカウプシング銀行も国有化された。
こうした危機を乗り切るため、アイスランド中央銀行は8日にロシアから40億ユーロの緊急融資を受けることを発表したものの危機は収まらず、10月14日には国際通貨基金（IMF）に正式に支援を要請した。10月27日、カウプシング銀行のサムライ債（円建ての債券）780億円が事実上のデフォルト（債務不履行）となった。当時のゲイル・ホルデ首相は『朝日新聞』のインタビューに対し「民間銀行だったときのことで本来は政府の問題ではない。公的管理下にあり、そこで最善の処置がされるだろう」と回答を示している。

2010年1月、政府管理下での公的資金投入を決定。しかし、外国（特に英国とオランダ）の大口預金者までも自分たちの税金で救済することに国民が反発し、大統領が拒否権を発動した。ついにこの問題は2010年3月6日に国民投票となり、圧倒的票差で否決されてしまった。これに対し、自国大口預金者への負担の「肩代わり」を既に済ませた英国・オランダ政府が支払いを求めて反発。2011年2月、再び公的資金投入を決定、しかし再び大統領が拒否権を発動。2011年4月、再び国民投票となり、再び否決されてしまった。このために、IMFによる支援やEU加盟にまで悪影響を及ぼしている。
危機を導いた「男性型経営」に対する批判も多く、国有化されたランズバンキ、グリニトル両行には、それぞれエリン・シグフースドッティル、ビルナ・エイナルスドッティルという2人の女性が新CEOに就任した。
2007年時点では1ドル約60クローネであったものが金融危機後には通貨暴落で125クローネとなり、輸入費が高騰したのを受けてマクドナルドでは2009年10月31日に異例ともいえるアイスランドからの撤退を行った。しかしそれと同時に自国通貨が為替市場で安くなったことにより、水産物などの輸出ドライブがかかり、経常収支が大幅に改善。アイスランドの輸出額はGDPの59パーセントにまで達し、2011年度には3パーセントを超える経済成長率を記録するなど順調に景気が回復している。この通貨安は観光業に恩恵をもたらし、2011年度には約56万人の観光客がアイスランドを訪れその地で買い物をした。これは2010年度に比して16パーセントの増加である。
輸出拡大と観光客増加により、2013年には経常収支が黒字を回復した。2016年は観光客数はさらに約180万人へと増え、経済成長率は7.2パーセントに達した。通貨防衛のための資本規制は2017年3月に解除し、海外投資などが再び自由にできるようになった。アイスランド中央銀行のグズムンズソン総裁は「銀行を救わずに金融危機から脱した」と総括している。
2013年時点で、経済危機に苦しむEUを尻目に、アイスランドの経済はEU平均を上回る成長を見せていた。

### 資源
漁獲資源が豊富で、漁業が古くから盛んである。それ以外の天然資源は乏しく、塩が唯一産出する鉱物資源である。森林資源は、かつてはカバ林が存在したが、開拓の時代に燃料資源として使い尽くされた。現在、国土に占める森林面積はわずか0.3パーセントに過ぎず、矮小なポプラやトネリコが残るのみである。かつての自然を復活させようと懸命な植林活動が各地で行われており、アイスランド出身の歌手ビョークもこの活動をPRしている。

### 漁業
アイスランド本島付近では、北大西洋海流（暖流）と北極方向からの寒流がぶつかり潮目を形成しているため、この付近の海域は世界有数の漁場となっている。このため漁業は、古くからアイスランドの基幹産業であり続けた。現在でも漁業は盛んであり、漁業が雇用の8パーセントを担っている。漁獲量は多いが、近年はタラなどの漁獲量が減少している。そのため市場に出回る魚の価格は上昇を続けており、国民が魚を口にする機会は昔に比べると減っている。アロンガ、ハドック、カレイ、ヒラメなどが獲れる。日本は大量のカラフトシシャモを輸入している。漁業資源の統制を失うことへの懸念から、EUへの加盟を拒否し続けている。また、捕鯨国であることもEU加盟を遠のかせている。

### 農業
アイスランドは地質活動の影響により地熱利用が一般化されているために、涼しい気候と限られた栽培期にもかかわらず、様々な野菜類や花卉をはじめ飼料用の作物が生産されている。
主にジャガイモ、ルバーブ、カブ、ダイコン、ニンジン、ソラマメ、エンドウマメ、イチゴ、キャベツ、ケール、カリフラワー、トマトなど各種の食用作物が栽培される。特にトマトは同国において生産量が高い作物の代表となっている面が顕著である。
19世紀にはアイスランド人の70～80%が農業で生計を立てていたが、それらの割合は長年に亘って減少していて、現在ではその数は総人口の5%未満となりつつある問題点を抱えている。今後もその数は減少し続けることが予想される。
耕作可能な土地面積は総面積 (100,000km2のうち) のわずか1%であり、ほぼ独占的に国の周縁部の低地に限定される。

#### 畜産業
家畜は、ヒツジ とウシ の飼育が主なものとなっているが、ブタや家禽も飼育されている。同国では肉、乳製品、卵の生産を自給自足で賄っている面が顕著となっている。

### エネルギー政策

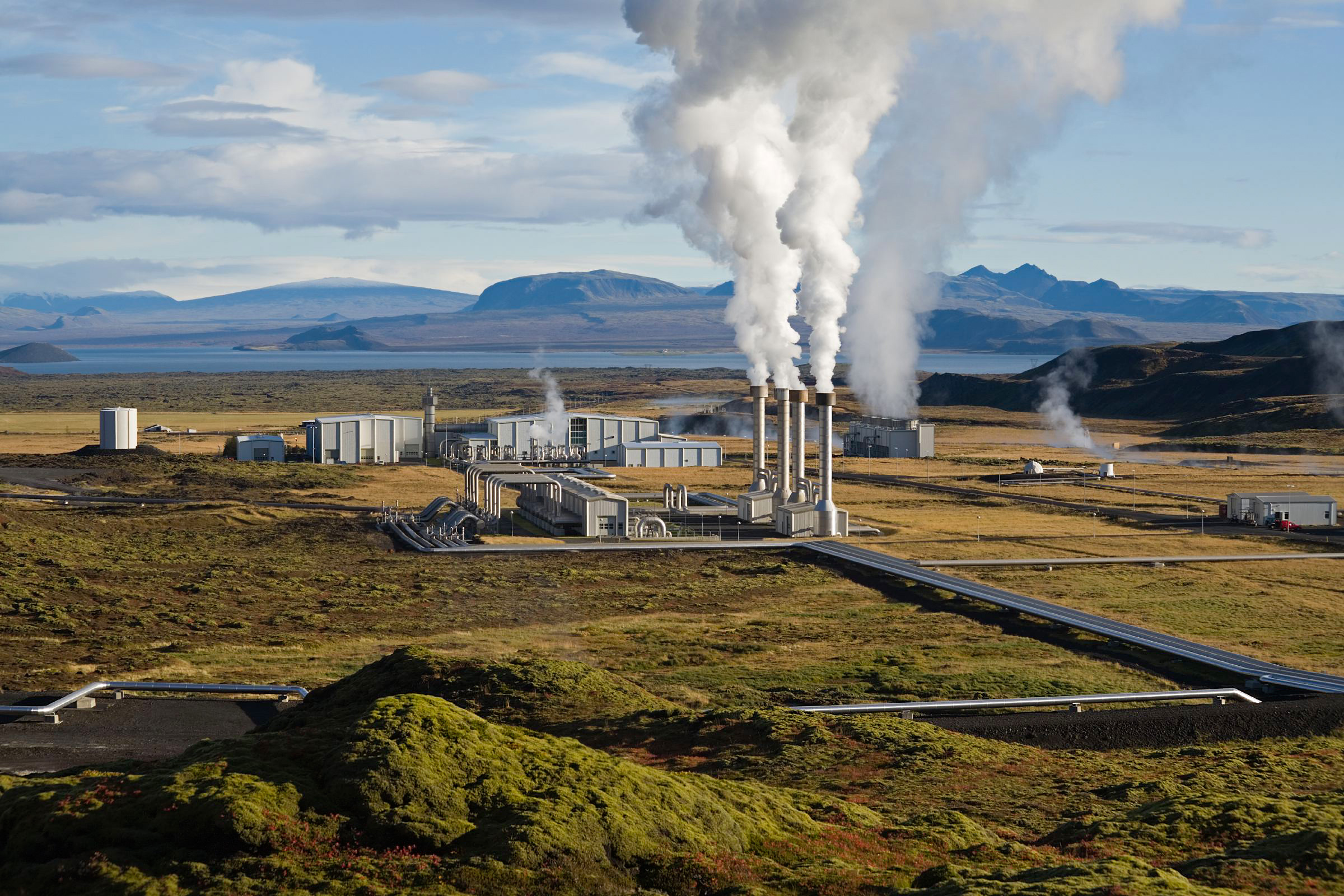
レイキャヴィーク郊外にある地熱発電所

アイスランド本島には温泉が多く存在するため、温泉を活用した暖房設備が従来から使用されており、石油危機以後には急速に普及した。お茶を沸かすにも温泉が使用されたりするなど、化石燃料の使用は激減した。首都レイキャヴィクは世界的にも「空気のきれいな都市」とされている。暖房用エネルギーの比率は、1970年に石油が5割強で地熱は4割弱だったが、1980年代には地熱が8割超となり石油は1割未満になった。
電力については、アイスランド本島は大西洋中央海嶺上に位置するため、火山や温泉が多く熱源に恵まれていることから、地熱発電が盛んである。島の南部は西岸海洋性気候に属するため、年間を通じて降雨があり、水力発電は更に盛んである。1990年代後半からは安価な電力を使いアルミニウムの精錬
事業も活発になった。2000年代以後は国内発電量の7割強がアルミニウム精錬に供給されている。事業用のほか、一般家庭の電力やシャワーを温めるエネルギーをすべて地熱発電でまかなったり、発電所の温排水をパイプラインで引き込んでそのままお湯として利用できたりする家や施設もある。バスや空港で水素燃料電池の導入実験を行うなど、新エネルギー導入に積極的な施策を打ち出している。こうして1980年代から再生可能エネルギー発電への転換を推進しており、エネルギー政策先進国として世界から注目を浴びている。2015年時点での電源構成比は、水力が約7割、地熱が約3割となっており、火力は全廃され、原子力は導入されていない。2050年までには化石燃料に頼らない水素エネルギー社会を確立することを標榜しており、既に燃料電池自動車のバスの運行、水素ガス供給ステーションの建設が始まっている。

### 製造業
近年、工業の多様化に努め、ソフトウェア産業やバイオテクノロジー（医薬品の輸出が盛ん）のほか、水力発電によって産み出される安価な電力を利用したアルミニウム精錬産業が盛んである。さらに天然資源の加工品としてコンクリートがあり、非常に高価な輸入木材に代わってほとんどの建築に利用されている。

### 商業
金融サービスなどが盛んになってきている。観光も拡大し続けており、エコツーリズム、ホエールウオッチングなどが流行している。2003年には日本からチャーターでの直行便が就航され、年間日本人観光客数は就航前の約3倍となった。
クレジット機能つきIDカードやインターネットバンキングなどの普及により、現金決済が著しく少ない（GDP比1パーセント以下）。背景には1980年代に経済の中心が漁業で、水産物の価格に振り回され物価がインフレーションとなったため、決済が不足気味の現金から小切手へ切り替わっていったことが挙げられている。
首都圏大レイキャヴィークに属するセルチャルトナルネースには、スタートアップインキュベーション施設Innovation Houseがあり、IT系のVivaldi Technologiesのなど20を超える企業がオフィスを構えている。

### 貿易
主な貿易相手国は、
- 輸出 - イギリス、ドイツ、オランダ、アメリカ
- 輸入 - ドイツ、アメリカ、スウェーデン、デンマーク

となっている。
主な輸出品目には金額ベースで6割以上を占める魚と魚の加工品、次いで2割を占めるアルミニウムの地金およびアルミニウム製の製品である。金額ベースでは2 - 3パーセントを占めるに過ぎないが、ケイ素鋼などの原料となるケイ素鉄（FeSi）は特徴的である。国内では牧畜も行われており、ウール製品も評判が高い。また医薬品なども輸出している。
これに対して主な輸入品目は、機械類、自動車、ボーキサイトなど。また国内での農業生産も行われてはいるものの牧畜が主であるため、農産物も輸入している。
日本との貿易の割合については、アイスランドの貿易全体に占める割合は微々たるものだが、主たる輸出品は水産物が、日本からの輸入は自動車や地熱発電用の蒸気タービンが多い。

## 交通

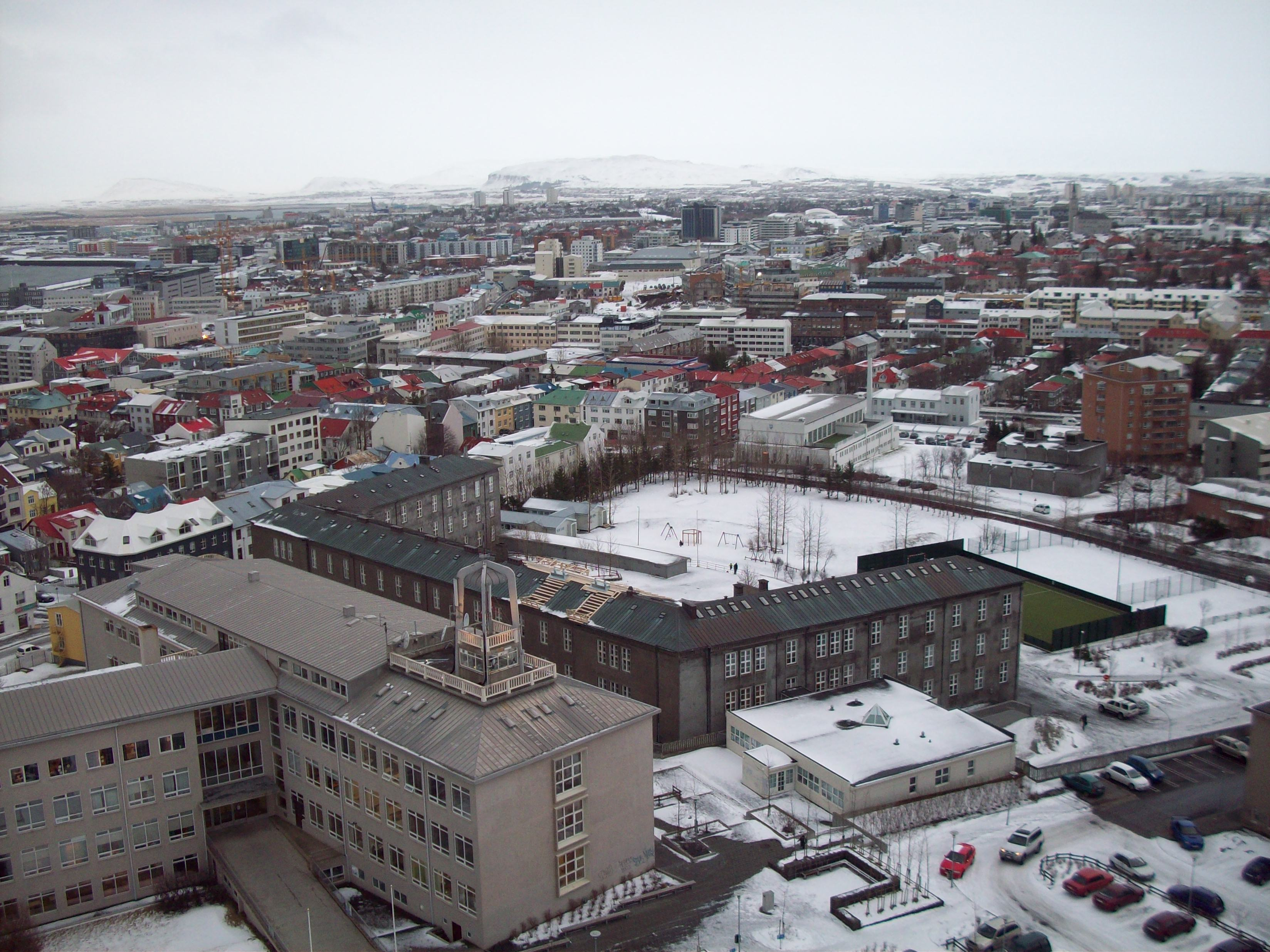
付近の丘の上から撮影したレイキャヴィークの町

都市のほとんどがアイスランド本島の海岸近くに存在しており、島の中央部は舗装路もない無人地帯である。主な都市は首都であるレイキャヴィーク、ケプラヴィーク国際空港のあるケプラヴィーク、国内第2の都市のアークレイリなどである。都市人口率は2000年時点で92.4パーセントに達し、モナコやシンガポールなどの都市国家を除けば世界で最も高い。
鉄道はなく、国内の交通手段はもっぱら自動車と飛行機である。物価が高い傾向にあるアイスランドだが、航空運賃は安く設定されている。道路網は総延長1万3034キロメートル。このうち4617キロメートルが舗装道路で、交通量の少ない残りの8338キロメートルは未舗装路となっている。
道路の整備状態は良好で国道1号線（リングロード）が一部未舗装だが約1400キロメートルでアイスランド本島を一周している（ただ、一周とは言え常に海岸沿いを通っているわけではない）。このほか、氷河に閉ざされている内陸部にも国道26号および35号が貫通しており、4WDのビッグクルーザーの運転を楽しめる。ただし、冬季は通行禁止となる。道路は右側通行で制限速度は市街地で時速50キロメートル、未舗装の田舎道で時速80キロメートル、その他の舗装路面では時速90キロメートルである。自動車の所有率は世界でもトップ5に入るほどに高い。また1988年から昼間点灯が義務づけられており、この国で販売される車両は、イグニッションスイッチをオンにすると、ライトスイッチがOFFの位置でも、ロービームが点灯するような仕様になっている。

## 国民

### 人口統計
アイスランドは地理的に孤立していることもあり、ここ100年の人口推移はわずかな移民と世代交代による増加があるのみ。2016年時点の出生率は11.9‰、死亡率は7.0‰。平均寿命は男性80.9歳、女性85.3歳であり、世界第6位である。
世界経済フォーラムが経済や政治などの分野について男女平等の度合いを指数化する調査で、アイスランドは5年連続で1位。

### 民族
アイスランド人が主体となっている。首都レイキャビクは、2020年時点でアイスランドの人口の64％を占めている。

### 言語
アイスランド語が公用語であり、アイスランド語が話されている。一方で、英語とデンマーク語を小学校から習うため、国民の大半はトライリンガルである。また、識字率が99パーセント以上と高水準である。

### 婚姻

#### 同性婚
2010年より、同性同士の結婚（同性婚）が認められるようになった。

### 人名
アイスランド人の名前は姓がないという特徴を持つ。名前は「ファーストネーム+父称」で構成され、アイスランドの電話帳はファーストネーム順に編集されている。
アイスランド人の父称は、男性の場合「父親の名の属格+ソン（-son）」、女性の場合「父親の名の属格+ドッティル（-dóttir）」となり、それぞれ「〜の息子」「〜の娘」という意味である。たとえば、同国出身の著名な歌手、ビョークの本名「ビョーク・グズムンズドッティル」は「グズムンドゥルの娘ビョーク」という意味になる。古くは他の北欧諸国も同じように命名をしていたが、現在は「ヨハンソン」といった姓に名残を残すのみで、現在この習慣はアイスランド独自のものである。
ただし、全てのアイスランド人が姓を持たないわけではない。第21代アイスランド首相ゲイル・ホルデなどは、父親がノルウェー人であったため、例外的に姓を持っている。ただ、アイスランドでは文化的に姓に馴染みがないため、ゲイル・ホルデは公式の場でも「ゲイル」と呼ばれている。
特段の請求がない限り、婚姻してもそれまでの氏を名乗る（夫婦別姓）。

### 宗教

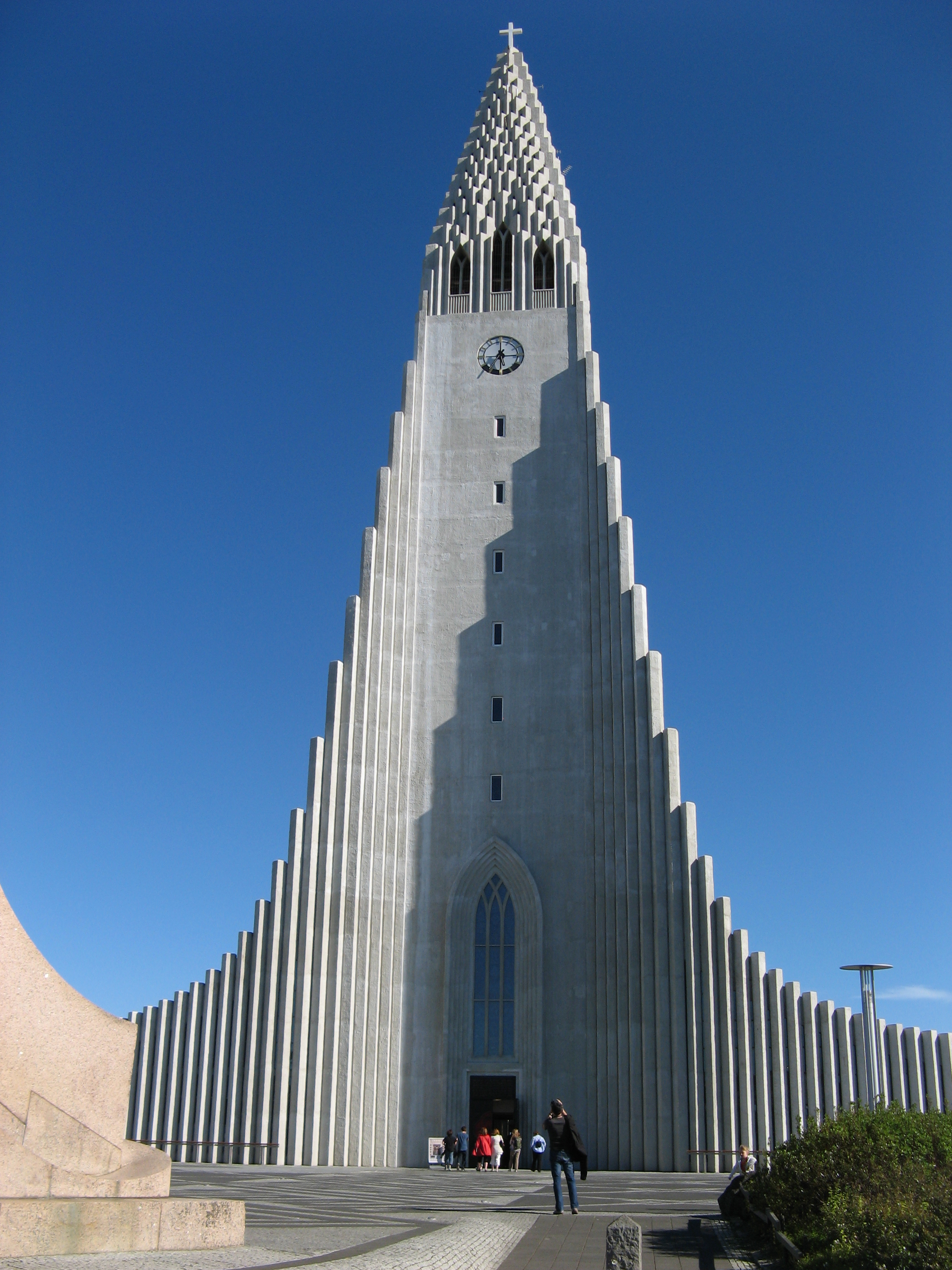
ハットルグリムス教会

アイスランド国教会（ルター派）のキリスト教信者が多く、74.1パーセントに達する。

### 教育
高等学校は4年制。大学についてはアイスランド大学を参照。

### 保健

#### 医療
ユニバーサルヘルスケアが達成され、厚生省が所管している。医療費の85%は税収による公費負担で、自己負担は15%ほどとなり、他国と違い民間病院や民間医療保険は存在しない。

## 治安
アイスランドは2022年の世界平和度指数と安全度指数で1位となっており、治安は一般的に良いとされているが、犯罪が存在しない訳ではない。現金やパスポートの盗難に遭った旅行者もおり、特にホテルや空港におけるチェックイン手続時、ビュッフェ形式のレストランでは過去に置き引き事件が発生していることから注意が必要とされている。また、首都レイキャビク市の中心部では、週末の夜間から未明にかけて酔っ払いや麻薬の常習者及び売人による暴行事件や引ったくり、駐車中の車の窓ガラスを割った窃盗事件なども発生しているとの報告が寄せられている。
現在、国際会議開催や観光による外国人入国者の増加、欧州圏内で発生している事件への警戒の為、治安維持への対応が若干強化されている。

### 警察
アイスランドには9つの警察管区が設置されている。

## 文化
文化的には北欧圏に属し、特に宗主国であったノルウェーとデンマークの影響が強い。しかし、ケルト系のアイルランド人が開拓を行った歴史もあり、血統や言語にはその影響も色濃く残されている。そのためスカンジナビア諸国とは似て非なる独特の文化を持つ。
独立直後から冷戦の間はアメリカ軍が駐留していたため、近年はその影響も大きい。
冬場は極夜となることなどから、外出は少なくなり、家にこもり読書にふける人々が増える。そのため、1人あたりの書籍の発行部数は世界的に見てもかなり多い。
多くの人々が文学や詩に親しむ環境にあり、人口数十万の国ながら多くの文学者や音楽家を輩出している。近年はビョーク、シガー・ロス、ムーム、ヴィキングル・オラフソンらアイスランド出身の音楽アーティストたちが世界的に人気を集めている。

### 食文化

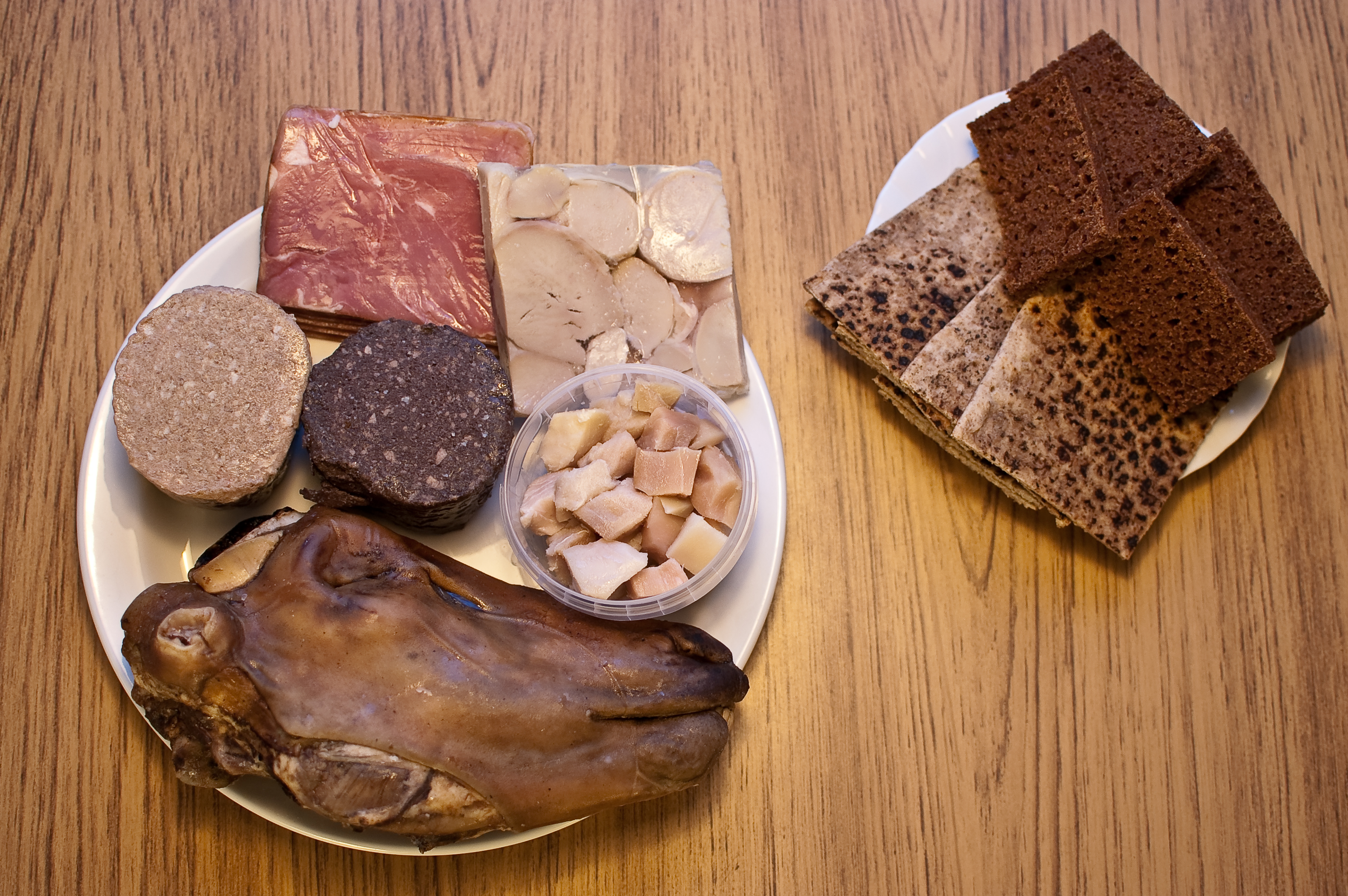
ソーラマトゥル、ソーラブロート

アイスランドの周辺海域は世界有数の漁場であり、漁業が盛ん。以前よりは少なくなったとはいえ、魚介類やクジラが食卓にのぼることもしばしばである。しかし、漁業以外にも伝統的に狩猟によって海鳥を食べてきており、また牧畜が比較的盛んであり、食肉も生産されていて肉料理も食卓にのぼる。なお、これらの水産、狩猟、牧畜の産品は燻製にして長期保存を可能にした。また、チーズやバターなども生産されており、それらを使った料理も見られる。
一部地域で農業も行われており、ジャガイモやキャベツなどは地元で生産される馴染みの食材である。本島内には温泉が豊富であるため、現在は、この温泉を利用して本来寒冷な気候では育たない食物を栽培し、輸入品のみならず、地元産の野菜が食卓にのぼることもしばしばである。また菓子の分野では、ほかの北欧諸国と同様にリコリス菓子が好まれる。

### 文学

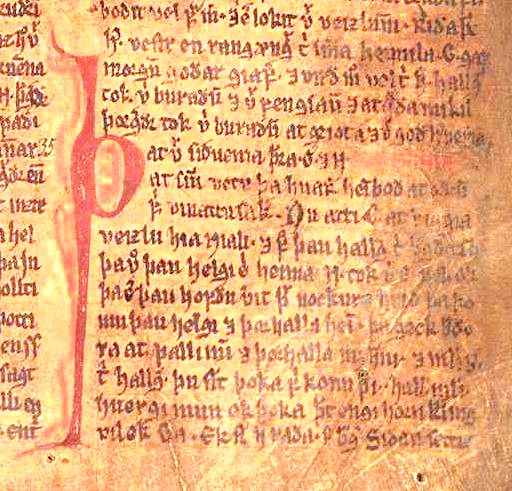
『サーガ』（1350年ごろに書かれたとされている）

民族の生い立ちをつづった一大叙事詩『サーガ』と、北欧神話詩『詩のエッダ』、スノッリ・ストゥルルソンの書き残した『散文のエッダ』、あるいは同じくスノッリによる『ヘイムスクリングラ』などが特に有名。語学研究の点においても非常に貴重な資料である。
ハルドール・ラクスネスが、1955年にノーベル文学賞を受賞している。

### 音楽
ポピュラー音楽

### 世界遺産
アイスランド国内には、ユネスコの世界遺産リストに登録された文化遺産が1件、自然遺産が2件存在する。

### 祝祭日
| 日付       | 日本語表記           | 現地語表記 | 備考                                          |
| ---------- | -------------------- | ---------- | --------------------------------------------- |
| 1月1日     | 元日                 |            |                                               |
| 移動祝祭日 | 聖木曜日             |            | 復活祭の前の木曜日                            |
| 移動祝祭日 | 聖金曜日             |            | 復活祭の前の金曜日                            |
| 移動祝祭日 | イースター・マンデー |            | 復活祭の次の月曜日                            |
| 移動祝祭日 | 夏の始まりの日       |            | 4月19日から25日までの間の木曜日               |
| 5月1日     | メーデー             |            |                                               |
| 移動祝祭日 | 主の昇天             |            | 聖木曜日の6週間後の木曜日                     |
| 移動祝祭日 | 聖霊降臨祭           |            | 復活祭の7週間後の日曜日。次の日の月曜日も休日 |
| 6月17日    | 独立記念日           |            | ヨン・シグルズソンの誕生日から制定            |
| 移動祝祭日 | 商業の日             |            | 8月の最初の月曜日                             |
| 12月24日   | クリスマス・イブ     |            | 午後から休み                                  |
| 12月25日   | クリスマス           |            |                                               |
| 12月26日   | ボクシング・デー     |            |                                               |
| 12月31日   | 大晦日               |            | 午後から休み                                  |

### スポーツ
アイスランドの伝統的なレスリングとしてグリマがあるが、最も盛んなスポーツはサッカーとハンドボールである。特にハンドボールは強豪として知られており、アイスランド代表は2008年北京五輪で銀メダルを獲得している。その他にも地形を生かしたスキー、アイスクライミング、ロッククライミング、ハイキングなどが盛んに行われている。
サッカー
アイスランド国内でもサッカーは人気のスポーツとなっており、1912年にサッカーリーグのウルヴァルステイルトが創設された。冬の寒さが厳しいため春秋制を採用している。著名な選手としては、チェルシーやバルセロナで活躍したエイドゥル・グジョンセンが知られる。
アイスランドサッカー協会（KSI）によって構成されるサッカーアイスランド代表は、UEFA欧州選手権には2016年大会で初出場しベスト8の好成績を収めた。FIFAワールドカップには2018年大会で悲願の初出場を果たしている。アイスランドの総人口は33万人であり「FIFAワールドカップ史上、最も人口の少ない本大会出場国」となった。なお、大会成績は1分2敗となりグループリーグ最下位で敗退した。

## 著名な出身者
- ダーグル・カウリ（Dagur Kári）- 『氷の国のノイ』（Slowblowという音楽ユニットとしても活動している）
- フリドリック・トール・フリドリクソン（Friðrik Þór Friðriksson）- 『春にして君を想う』『精霊の島』『コールド・フィーバー』
- ヨン・スティーブンソン・フォン・テッツナー（Jon Stephenson von Tetzchner）- ウェブブラウザのVivaldiを手がける『Vivaldi Technologies』のCEO
- ステインソール・ソルステインソン（Steinþór Freyr Þorsteinsson）- ハンドスプリングスローの名手[55]
- エイドゥル・グジョンセン（Eiður Smári Guðjohnsen）- 偉大なアイスランド人・サッカー選手[56]
- ギルフィ・シグルズソン（Gylfi Þór Sigurðsson）- フラトエイリ（英語版）の漁業会社の会長も務める[57]
- ハフソー・ユリウス・ビョルンソン（Hafþór Júlíus Björnsson）
- ヨン・レイフス（Jón Leifs）
- ウラディーミル・アシュケナージ（Vladimir Ashkenazy）
- シグルズール・フロサソン（Sigurður Flosason）
- ギター・イスランシオ（Guitar Islancio）
- ヨーエル・パルソン（Jóel Pálsson）
- クリスチャーナ（Kristjana）
- ヤコブ・フリーマン・マグヌッソン（JFM）
- メゾフォルテ（Mezzoforte）
- アンナ・ミョール（Anna Mjöll）
- ビョーク（Björk）
- シガー・ロス（Sigur Rós）
- ムーム（múm）
- ベンニ・ヘム・ヘム（Benni Hemm Hemm）
- バング・ギャング（Bang Gang）
- ムーギソン（mugison）
- スロウブロウ（Slowblow）
- ヨハン・ヨハンソン（Jóhann Jóhannsson）

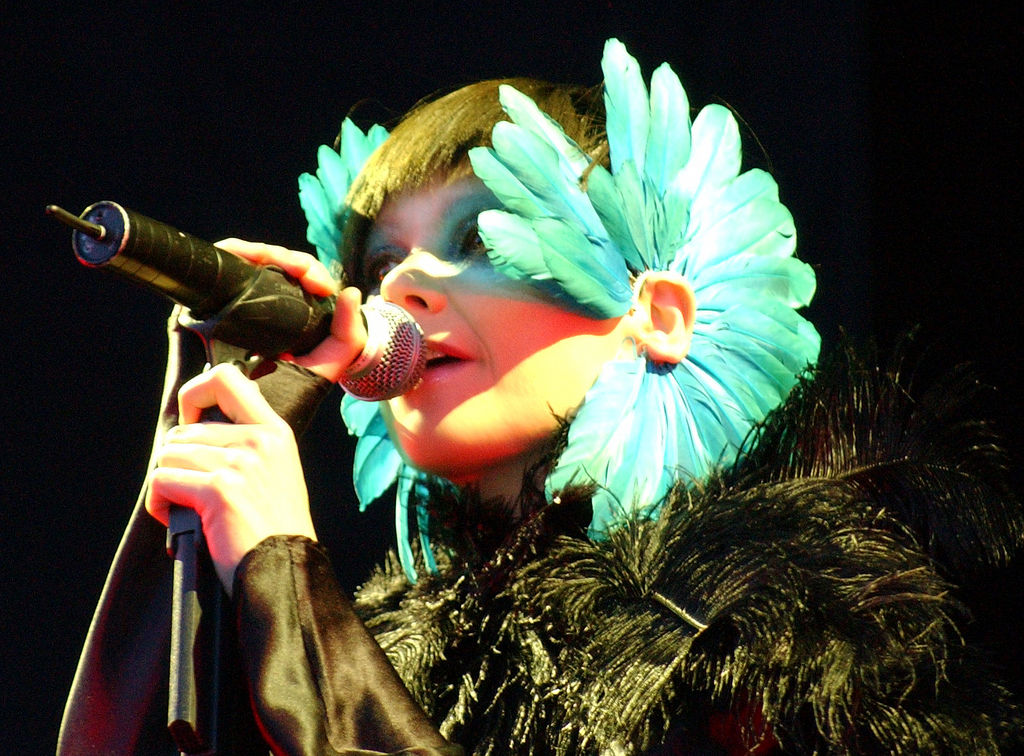
歌手のビョーク

- シーベアー（Seabear）
- ケイリー（Kalli）
- アウスゲイル（Ásgeir）